# Kylie Minogue
Kylie Ann Minogue AO OBE (Melbourne, Victoria, 1968. május 28. –) gyakran egyszerűen Kylie, Grammy-díjas ausztrál énekesnő, dalszerző és színésznő. Pályafutását gyermekszínészként kezdte az ausztrál televízióban, ezután elismerést ért el az ausztrál Neighbours című szappanoperában két évig játszott szerepéért, mielőtt 1987-ben elkezdte volna énekesi karrierjét. Azóta Minogue hatalmas sikereket ért el a szórakoztatóiparban. Az európai sajtó gyakran illeti „a Pop Hercegnője” vagy „a Pop Istennője” becenevekkel. Minogue minden idők legtöbb eladással rendelkező ausztrál női előadója. Mind zeneileg, mind stílusikonként is képes volt több alkalommal megújulni. Bár Ausztráliában született, az 1990-es évek óta sok évig élt és dolgozott az Egyesült Királyságban. 2022-ben azonban visszatért Ausztráliába, mert közelebb szeretett volna élni a családjához. 1987-ben Minogue a PWL kiadóhoz szerződött, akiknél a következő évben megjelentette debütáló kislemezét, az „I Should Be So Lucky”-t és debütáló stúdióalbumát, a Kylie-t. Ezek után további három stúdióalbumot és számos kislemezt adott ki, melyek bekerültek a Top 10-be Ausztráliában és az Egyesült Királyságban. 
Ezután 1992-ben Minogue elhagyta a PWL-t és a Deconstruction Records-szal szerződött le, hogy zeneileg és szövegileg is fejlődni tudjon, illetve hogy más zenészektől is inspirációhoz jusson. Ez idő alatt kiadta a saját nevével fémjelzett Kylie Minogue című stúdióalbumot 1994-ben és az Impossible Princess-t 1997-ben, az utóbbit sokan a legszemélyesebb és legjobb munkájának tartják. Minogue ezek után a Parlophone kiadóval szerződött le és 2000-ben kiadta diszkóhatású stúdióalbumát, a Light Years-t, melyet a „Spinning Around” című kislemezzel vezettek fel, mely a nagy visszatérését jelentette az élvonalba. 2001-es kislemeze, a „Can’t Get You Out of My Head” több mint ötmilliós eladásával az időszak egyik legsikeresebb slágere lett, és több országban a listák csúcsán landolt. 2001-es stúdióalbuma, a Fever számos országban nagy sikert aratott, köztük az Egyesült Államokban, ahol korábban csak kisebb figyelmet kapott. Minogue folytatta imidzsének újragondolását és megújítását, valamint számos zenei stílussal kísérletezgetett következő lemezein, amely sikeres kislemezeket tartalmazott. 2003-ban kiadta kislemezét, a „Slow”-t és stúdióalbumát a Body Language-et, viszont az album a vártnál alacsonyabb eladásokat produkált előző lemezéhez képest. A 2020-ban megjelent stúdióalbumával Minogue lett az első női előadó, akinek öt egymást követő évtizedben volt első helyezést elérő albuma az Egyesült Királyságban az 1980-as évektől a 2020-as évekig bezárólag. 2017-ben Minogue leszerződött a BMG Rights Management kiadóhaz, aminek eredményeképpen számos első helyezett albuma jelent meg Ausztráliában és az Egyesült Királyságban – Golden (2018), Step Back in Time: The Definitive Collection (2019), Disco (2020), Tension (2023), és Tension II (2024).  
Minogue világszerte több mint 80 millió lemezt adott el és számos díjat és kitüntetést kapott, köztük két Grammy-díjat, három díjat a Brit Awardson, számos díjat az ARIA Music Awardson, két díjat az MTV Europe Music Awardson és két díjat az MTV Video Music Awardson. Számos sikeres és a kritikusok által is elismert turnén vett részt, melyekért kétszer elnyerte „Az Év Ausztrál Előadója” díjat. Minogue-nak a zenének tett szolgálataiért a Brit Birodalom Rendjének tiszti fokozatát adományozták a 2008-as újévi kitüntetések alkalmával. Később abban az évben a francia kormány a Művészeti és Irodalmi Rendjének lovagi fokozatával tüntette ki, mely a legmagasabb kitüntetés alacsonyabb fokozata, a francia kultúra gazdagításához való hozzájárulásáért. 2005-ben, mialatt Minogue turnézott, mellrákot diagnosztizáltak nála, ami miatt a turnét le kellett mondania. A kezelést követően a következő évben folytatta a turnét, mely más nevet kapott. Minogue-ot az egészségügyi tudományok tiszteletbeli doktori címével tüntette ki az Anglia Ruskin Egyetem 2011-ben azért a munkájáért, melyet a mellrákra való figyelemfelkeltésnek szentelt. Az ARIA Music Awards 25 éves évfordulóján az Australian Recording Industry Association Minogue-ot beiktatta az ARIA Hall of Fame-be. Az Ausztrália Rendjének tisztjévé avatták a 2019-es Ausztrália Napján nemzeti és nemzetközi előadóművészként és énekesnőként az előadó-művészetek terén végzett szolgálataiért.

## Élete és pályafutása

### 1968–1986: Gyermekkora és karrierjének kezdete
Kylie Ann Minogue 1968. május 28-án Melbourne-ben, Ausztráliában született az ír származású ausztrál könyvelő, Ronald Charles Minogue, és a walesi származású korábbi táncosnő, Carol Ann Jones legidősebb gyermekeként. Kylie-nak két fiatalabb testvére van: fivére, Brendan Minogue híradós operatőrként dolgozik Ausztráliában, húga, Dannii Minogue pedig énekesnő és televíziós műsorvezető. Minogue születése előtt apja könyvelő lett, és számos munkát vállalt, míg anyja táncosnő volt. A Minogue család, hogy fedezni tudják kiadásaikat, folyton költöztek Melbourne különböző külvárosi kerületeiben, amely Minogue szerint gyermekként megterhelő volt. Mivel szűkösen éltek, Ron könyvelőként dolgozott a család tulajdonában lévő autóvállalatnál, míg Carol a helyi kórházban dolgozott. Miután Melbourne külvárosába, Surrey Hillsbe költöztek, rövid ideig a Studfield általános iskolába járt, mielőtt a Camberwell általános iskolában folytatta tanulmányait, melyet aztán a Camberwell középiskolában folytatott. Iskolás évei alatt Minogue nehezen talált barátokat. A középiskolás évei alatt magát „átlagos intelligenciájúnak” és „egészen középszerűnek” írta le. Többek közt olyan tantárgyakból érettségizett, mint az angol nyelv, a grafika és a művészettörténet.
A mindkét Minogue nővérek pályafutása az ausztrál televízióban kezdődött tizenegy évesen, amikor Minogue 1979-ben kisebb szerepeket kapott a The Sullivans és 1980-ban a Skyways című szappanoperákban. 1985-ben főszerepet kapott a The Henderson Kids című népszerű sorozatban. Minogue ideiglenesen félbehagyta iskolai tanulmányait, hogy el tudja játszani a szerepet, illetve úgy érezte, hogy függetlenségre van szüksége, hogy be tudjon kerülni a szórakoztatóiparba. Mivel érdekelte a zenei karrier, Minogue készített egy demót a hetente jelentkező televíziós műsor, a Young Talent Time producereinek, ahol húga, Dannii rendszeresen fellépett. Minogue az első énekesi fellépésére 1985-ben ebben a műsorban került sor, de végül mégsem hívták meg a szereplőgárdába. 1986-ban Minogue a Neighbours című szappanoperában játszotta Charlene Mitchell szerepét, aki egy garázsban szerelőként dolgozik. A sorozat nagy népszerűségre tettek szert az Egyesült Királyságban. Később az ő és a Jason Donovan által alakított karakterek közti románc betetőzéseként egy epizódban összeházasodtak, amelyet 20 millió brit néző követett figyelemmel 1987-ben. Minogue lett az első személy, aki négy Logie-díjat kapott egy este alatt, és a legfiatalabb díjazott is, aki a nézői szavazatok alapján elnyerte az ország „Legnépszerűbb Televíziós Szereplője” -díjat.

### 1987–1989:KylieésEnjoy Yourself
A Minogue zenei pályafutása a Fitzroy Football Club javára rendezett jótékonysági koncerten kezdődött, ahol a Neighbours című sorozat szereplői is felléptek. Minogue ráadásként előadta a „The Loco-Motion”-t és az „I Got You Babe”-et duett formájában. Azután közvetlenül utána szerződést kötött a Mushroom Records kiadóval 1987-ben. Az első kislemez „The Loco-Motion” Ausztráliában hét hétig listavezető volt, és ez volt a legtöbbet eladott kislemez Ausztráliában az 1980-as években. Kapott egy ARIA-díjat ezért a dalért mint az év legnagyobb példányban elkelt dala. Ez a verzió Ausztráliában jelent meg, és nem volt része debütáló albumának, míg 1988 áprilisában újra fel nem vették. A sikereken felbuzdulva Minogue az Egyesült Királyságba utazott a Mushroom Records kiadó igazgatójával, Gary Ashleyvel, hogy közösen dolgozzanak a Stock Aitken Waterman trióval, akik később dalokat írnak majd Minogue albumaira is. Azonban Minogue érkezéséről elfelejtkeztek, és míg Minogue a stúdió előtt várta őket, megszületett az „I Should Be So Lucky” című dal, bár igazából a dalt nem Minogue-nak írták. Ez a dal lett az album első kislemeze, mely hatalmas nemzetközi sláger lett. Számos országban első helyezést ért el, többek közt az Egyesült Királyságban, Németországban, Finnországban, Ausztráliában, Írországban, Japánban és Hongkongban. Minogue zsinórban másodszor nyerte az ARIA-díjat az év legtöbbet eladott daláért, és elnyerte a „Különleges Teljesítmény Díjat”. 1988 februárjától áprilisig több session-re került sor Londonban és Melbourne-ben Stock Aitken Waterman-nel, ahol Minogue a Neighbours utolsó részeit forgatta. A trió ezen idöszak alatt megkomponálta és befejezte a küszöbön álló album összes dalának a produceri munkáit, kivéve a „The Loco-Motion”-t.
1988 júliusában Minogue a debütáló stúdióalbum Kylie címmel jelent meg. Az album második helyen nyitott a brit albumlistán, majd felkerült az első helyre, és több mint egy évig ott is maradt. Világszerte több mint ötmillió darabot az albumról adtak el belőle. Az Egyesült Államokban és Kanadában szintén magas példányszámban kelt el. A következő kislemezek jól fogytak, köztük a „Got to Be Certain”, mely zsinórban a harmadik első helyezett dala lett az ausztrál listán. Ez a dal közepesen sikeres volt a világ számos országában, köztük Új-Zélandon és az Egyesült Királyságban, ahol második helyezést ért el és a legtöbb európai országban Top 10-es sláger lett. A „The Loco-Motion” végül a harmadik kislemezeként adták ki, és második helyezést ért el az Egyesült Királyságban, ahol a lista legmagasabb belépője lett egy női előadótól. Észak-Amerikában azon belül Kanadában első helyezést ért el, míg az Egyesült Államokban a Billboard Hot 100-on a harmadik helyig jutott. A negyedik kislemez a „Je Ne Sais Pas Pourquoi” második lett Egyesült Királyságban és Írországban, Finnországban pedig első lett. Ennek ellenére más listákon mérsékelt sikere volt, Ausztráliában nem tudott bejutni a Top 10-be. Az „It’s No Secret” lett az album ötödik kislemez Észak-Amerikában, Ausztráliában és Új-Zélandon. Japánban a negyedik kislemez lett a lemezről, az Oricon listán a negyedik helyig jutott. Később az év folyamán otthagyta a Neighbours-at, hogy a zenei pályafutása tudjon koncentrálni.
1988-ban Minogue együtt dolgozott Jason Donovannel az „Especially for You”-n. Az Egyesült Királyságban első lett, egymillió példányban kelt el. Írországban is első lett, míg Ausztráliában és Új-Zélandon második lett. Nagyon sikeres volt más európai országokban is, ahol első lett, vagy bejutott Top 10-be. Minogue második stúdióalbuma az Enjoy Yourself 1989 októberében jelent meg. Az album sikeres volt Egyesült Királyságban, Európában, Ázsiában, Új-Zélandon és Ausztráliában. Első lett az Egyesült Királyságban és Írországban, míg Új-Zélandon és Ausztráliában bekerült a Top 10-be. Az albumon két sláger volt a „Hand on Your Heart” és „Tears on My Pillow”, melyek első helyezést értek el az Egyesült Királyságban. Mivel azonban a lemez nem fogyott jól az Egyesült Államokban, ezért az amerikai kiadó, a Geffen Records dobta Minogue-ot. Az album első kislemez, a „Hand on Your Heart” első lett Írországban, Ausztráliában pedig negyedik, kevésbé volt sikeres azonban más országokban. A második kislemez, a „Wouldn’t Change a Thing” második lett az Egyesült Királyságban, hatodik Ausztráliában, viszont más listákon nem tudott a Top 10-be bekerülni. A harmadik kislemez, a „Never Too Late” negyedik lett az Egyesült Királyságban, első Írországban, viszont nem jutott be a Top 10-be más európai országokban és Ausztráliában. A „Tears on My Pillow” lett az album negyedik és egyben utolsó kislemeze, és amellett, hogy első lett az Egyesült Királyságban, Írországban a második helyezésig jutott. Az „Especially for You” felkerült az Enjoy Yourself album Észak-amerikai verziójára. 1990 februárjában a második turné Enjoy Yourself Tour Európában, Ázsiában és Ausztráliában is sikeres volt.

### 1990–1992:Rhythm of Love,Let’s Get to ItésGreatest Hits
Minogue harmadik stúdióalbuma, a Rhythm of Love 1990 novemberében jelent meg. A lemeze már teljesen más stílusban íródott. Minogue zeneileg is felkészült volt, és felhagyott a korábbi „hétköznapi lány” imázzsal is. Videóklipjei készületeiben, felvételeiben is aktívan részt vett. Annak ellenére, hogy nem volt túl sikeres a listákon, bejutott a Top 10-be az Egyesült Királyságban és Ausztráliában. A kislemez „Better the Devil You Know” című dalban volt, mely szexuálisan túlfűtöttnek bizonyult. Ez idő tájt kezdődött kapcsolata a szintén ausztrál INXS csapat frontemberével, Michael Hutchence-szel is. Minogue úgy gondolta, hogy kapcsolatuk révén majd hasznot húz a sikeres énekesből, aki támogatta Minogue pályáját, azonban Hutchence rájött a turpisságra, és erkölcstelennek nevezte Minogue-ot, majd az akkor éppen futó „Suicide Blonde” című dallal „hálálta” meg mindezt Minogue-nak. A Rhythm of Love kislemezei jó eladást produkáltak Európában és Ausztráliában is, a brit éjszakai bárokban, ahol Minogue korábban fellépett, több elismerést vívott ki magának az idősebb korosztályból, mint a fiatalok köréből. Az első kislemez, a „Better the Devil You Know” második lett az Egyesült Királyságban és negyedik Ausztráliában, és más európai országokban viszont a Top 20-as listán se jutott be. A második kislemez, a „Step Back in Time” ötödik Ausztráliában és negyedik lett az Egyesült Királyságban és Írországban. Más európai listákon és Új-Zélandon a dal nem jutott be a Top 20-ba. A harmadik kislemez, a „What Do I Have to Do” hatodik lett az Egyesült Királyságban, és hetedik Írországban, viszont az ausztrál Top 10-be nem tudott bejutni. A negyedik és egyben utolsó kislemez, a „Shocked” mérsékelt sikerű volt a listákon, de az Egyesült Királyságban a hatodik, míg Ausztráliában a hetedik helyig jutott. Minogue Michael Hutchence-szel való kapcsolatára a korábbi perszónájától való elszakadásának részeként lett tekintve. A „Better the Devil You Know” videójának készítése során érezte Minogue először, hogy „a része a kreatív folyamatnak”. Azt mondta, hogy „bár nem ő volt a főfelelős, viszont megvolt a hangja és egy új utat talált arra, hogy a szemléletét kreatív módon kifejezhesse”. 1991 februárjában a harmadik turné Rhythm of Love Tour Ausztráliában és Ázsiában.
1991 októberében adta ki negyedik stúdióalbumát, a Let’s Get to It-et. A stílus merőben eltér az eddig megszokottaktól, és változatosabb, lassabb dalok is felkerült rá. Annak ellenére, hogy nem volt sikeres a legtöbb listán, az Egyesült Királyságban és Ausztráliában bejutott a Top 20-as listába. Az első kislemez, a „Word is Out” lett az első, amely nem jutott be a brit Top 10-be, viszont az ausztrál Top 10-be bekerült. A következő kislemezek, az „If You Were with Me Now” és a „Give Me Just a Little More Time” a tiszteletre méltó negyedik, illetve második helyezést érte el a brit listán. Mindkét kislemez Top 10-es lett Írországban, de nem tudott a Top 20-ba bejutni Ausztráliában. A negyedik és egyben utolsó kislemez, a „Finer Feelings” Top 20-as lett az Egyesült Királyságban és Írországban, de sokkal kevésbé volt sikeres Ausztráliában. 1991 októberében volt a negyedik turné Let’s Get to It Tour az Egyesült Királyságban és Írországban. 1992 augusztusában megjelent Minogue első Greatest Hits című válogatásalbuma. Első helyezést ért el az Egyesült Királyságban, és harmadik lett Ausztráliában. Más országokban viszont sokkal kevésbé volt sikeres, ahol Japánban és Új-Zélandon a Top 20-ba se jutott be. A lemez első kislemeze, a „What Kind of Fool (Heard All That Before)” az Egyesült Királyságban és Ausztráliában is bejutott a Top 20-ba, míg a második kislemez, a „Celebration” Top 20-as lett az Egyesült Királyságban és Írországban, míg Ausztráliában ez nem sikerült.
A Let’s Get to It volt Minogue utolsó stúdióalbuma, mely a PWL-nél jelent meg, mely kiadása nem volt része semmilyen szerződéses kötelezettségnek. Mike Stock és Pete Waterman maradt az egyetlen két producere, miután Matt Aitken elhagyta a triót 1991-ben. A Greatest Hits volt utolsó kiadványa a kiadónál, és bár a válogatáslemezen szereplő dalok többségének a szerzője és producere a Stock Aitken Waterman csapat volt, ez jelentette a velük való professzionális kapcsolatának a végét. Minogue teljesítette a PWL-lel kötött szerződésében foglaltakat és végül úgy döntött, hogy nem újítja meg szerződését. Úgy érezte, hogy Stock, Aitken és Waterman nyomás alatt tartotta. Azt mondta, hogy „egy bábu volt a kezdetekben, akit a kiadó irányított, és nem nézhetett se jobbra, se balra”. Számos interjúban megjegyezte, hogy az ő szemszögéből Stock, Aitken és Waterman túlságosan rátelepedett és munkáját a Neighbours-nél töltött időkhöz hasonlította, kihangsúlyozva, hogy a producerek azt akarták, hogy „tanulja meg a dalszövegeket, énekelje el őket kérdés nélkül és rreklámozza a produktumot”. Minogue 1992-ben hagyta ott Stock, Aitken és Waterman-t és döntött a PWL-től való elszakadás mellett is, annak érdekében, hogy egy érettebb zenei irányba mozdulhasson el.

### 1993–1999:Kylie MinogueésImpossible Princess
Minogue átigazolt a Deconstruction Records kiadóhoz, és új szakasz kezdődött zenei pályáján. Az ötödik stúdióalbuma, a Kylie Minogue 1994 szeptemberében jelent meg és jól fogyott Európában és Ausztráliában. Az album producere a brit elektronikus zenei duo, a Brothers in Rhythm volt, név szerint Dave Seaman és Steve Anderson. Korábban ők voltak a producerei a „Finer Feelings” remixének, mely a PWL kiadóval megjelent utolsó kislemeze volt. Az album az Egyesült Királyságban a negyedik, Ausztráliában a harmadik helyezett lett és 250 000 példányban kelt el. Az album első kislemez „Confide in Me” című négy hetet töltött az első helyen az ausztrál listákon. A dal második helyezést ért el az Egyesült Királyságban, de mérsékelt sikere volt más európai listákon. A következő és második kislemez „Put Yourself in My Place” című sztriptíz videóját Jane Fonda inspirálta. A dalnak mérsékelt sikere volt az Egyesült Királyságban és Ausztráliában, ahol bejutott a Top 20-ba. A harmadik és egyben utolsó kislemez, a „Where Is the Feeling” szintén Top 20-as lett az Egyesült Királyságban, viszont Ausztráliában ez nem sikerült a Top 20-ba és máshol nem jutott el a listákra.
Ebben az időszakban Minogue saját magát alakítva feltűnt egy epizód erejéig A Dibley-i lelkész brit vígjáték sorozatban. Ebben az időben szerepelt Minogue Jean-Claude Van Damme oldalán a Street Fighter – Harc a végsőkig című filmben. A rendezőt annyira meggyőzte Minogue képe az ausztrál Who Magazine borítóján, mint a „Világ 30 Legszebb Emberének” egyike, hogy felajánlotta neki a szerepet. A film mérsékelt sikere az Egyesült Államokban 70 millió dollár bevételt hozott a készítőknek. A The Washington Post egyik embere Richard Harrington a legrosszabb színésznőnek titulálta Minogue-ot. Későbbi filmes próbálkozásai nem igazán arattak sikert, így visszatért Ausztráliába, ahol megjelent a rövidfilm róla Hayride to Hell címmel. Az ausztrál énekes és zenész Nick Cave felfigyelt Minogue „Better the Devil You Know” című dalára, azután 1995-ben felajánlotta, hogy közösen készítsék el a „Where the Wild Roses Grow” című balladát, mely egy gyilkosról és áldozatáról szól. A dal videoklipjét John Everett Millais Ofélia című festménye ihlette, melyben az áldozat egy tóban feküdve egy kigyót úsztat át a testén. A kislemez második lett Ausztráliában, Top 20-as lett az Egyesült Királysagban és Top 10-es lett számos országban. Ausztráliában elnyerte az „Az Év Dala” helyezést és a „Legjobb Pop Kiadvány” megjelenés címet. A Cave-vel való koncert megjelenéseket követően, Minogue versként adta elő az „I Should Be So Lucky” szövegét Londonban, a Royal Albert Hall-ban.
Ezután 1997-ben Minogue-nak a francia fotóssal, Stéphane Sednaoui-val volt kapcsolata, aki arra ösztönözte, hogy fejlessze kreativitását. Közös imádatuk a japán kultúra iránt inspirálta őket, mely eredményeként a hatodik stúdióalbumának, az Impossible Princess-nek a fotóihoz létrehoztak „a gésából és a manga szuperhősnőből” egy vizuális kombinációt. Minogue-ot olyan művészek zenéje és munkássága inspirálta, úgy mint Shirley Manson és Garbage, Björk és a U2, illetve olyan japán popzenészek, úgy mint Pizzicato Five és Tóva Tei. Ebben az időben közösen dolgozott a Deee-Lite producerével is Tóva Tei-vel egy dal erejéig a „GBI: German Bold Italic” dalon. Az album jellegét az együttműködő zenészek is meghatározzák, úgy mint James Dean Bradfield és Sean Moore a Manic Street Preachers-ből. Az album nem hasonlít korábbi albumaihoz, inkább egy kicsit indie-s beütésű volt. Felismervén, hogy próbált elmenekülni a karrierje kezdetén róla kialakult vélemény elől, azt nyilatkozta, hogy kész volt arra, hogy „elfelejtse a fájdalmas kritikákat és elfogadja és használja a múltját”. A „Some Kind of Bliss” lett az első kislemez, melynek nem volt nagyon sikeres a listákon, így nem jutott a Top 20-as listán az Egyesült Királyságban, Ausztráliában és Új-Zélandon. A második kislemez, a „Did It Again” már sikeresebb volt, bejutott a Top 20-as listán az Egyesült Királyságban és Ausztráliában szintén. A harmadik kislemez, a „Breathe” Top 20-as lett az Egyesült Királyságban, de Ausztráliában ez nem sikerült. A „Cowboy Style” lett a negyedik és egyben utolsó kislemez, mely sikertelen volt a listákon, így nem lett Top 20-as Ausztráliában és más listákon sem. A „Did It Again” videója korábbi átalakulásai előtt tisztelgett. A Music Week magazin negatív kritikával illette Minogue-ot, kommentálva, hogy Minogue hangja olyan, mintha egy idegroncs lenne. A Smash Hits magazin közvélemény kutatása szerint Minogue-ot a legrosszabb énekesnek szavazták meg a szavazók. Diána hercegnő halálát követően az Egyesült Királyságban az album Kylie Minogue-ra lett átnevezve és karrierje legrosszabbul fogyó lemeze lett ott. Ausztráliában viszont sikeres volt, ahol negyedik lett és 35 hetet töltött a listán. Ugyanitt karrierje negyedik legsikeresebb lemeze lett debütáló lemeze óta. Az Egyesült Királyságban mérsékelt sikere volt, a tizedik helyik jutott.
1998 júniusában Minogue megkezdte ötödik turnéját, az Intimate and Live Tour-t az Egyesült Királyságban és Ausztráliában, és a nagy érdeklődésre való tekintettel a turné meg lett hosszabbítva. Éppen utána egy koncertalbum Intimate and Live címmel 1998 novemberében lett kiadva, melyet az egyik Sydney-ben adott koncertjén rögzítettek. Ezután egy videóalbum ugyanezzel a címmel és dalokkal 2002 júliusában jelent meg DVD-n. Minogue számos élő fellépése volt Ausztráliában, köztük Melbourne-ben, ahol fellépett egy kaszinó nyitóceremóniáján és 1999-ben Sydney-ben, a Fox Studios-nál, ahol Marilyn Monroe dalát, a „Diamonds Are a Girl’s Best Friend”-et adta elő. Ezután a következő év Minogue kiadta második válogatásalbumát Hits+ címmel, mely a Deconstruction Records-nál korábban megjelent két lemeze néhány slágerét tartalmazta ritkaságok, B-oldalas dalok és az abból a korszakból származó kiadatlan demók mellett. Annak ellenére, hogy a kritikusoktól jó kritikákat kapott, az album nem volt sikeres. Az Egyesült Királyságban a lemez 50. helyig jutott, de ez nem sikerült Ausztráliában. Ez volt az utolsó lemeze és egyetlen válogatáslemeze ennél a kiadónál és 2000 novemberében jelent meg másfél évvel azután, hogy egy kiadónál írt alá szerződést.

### 2000–2002:Light YearsésFever

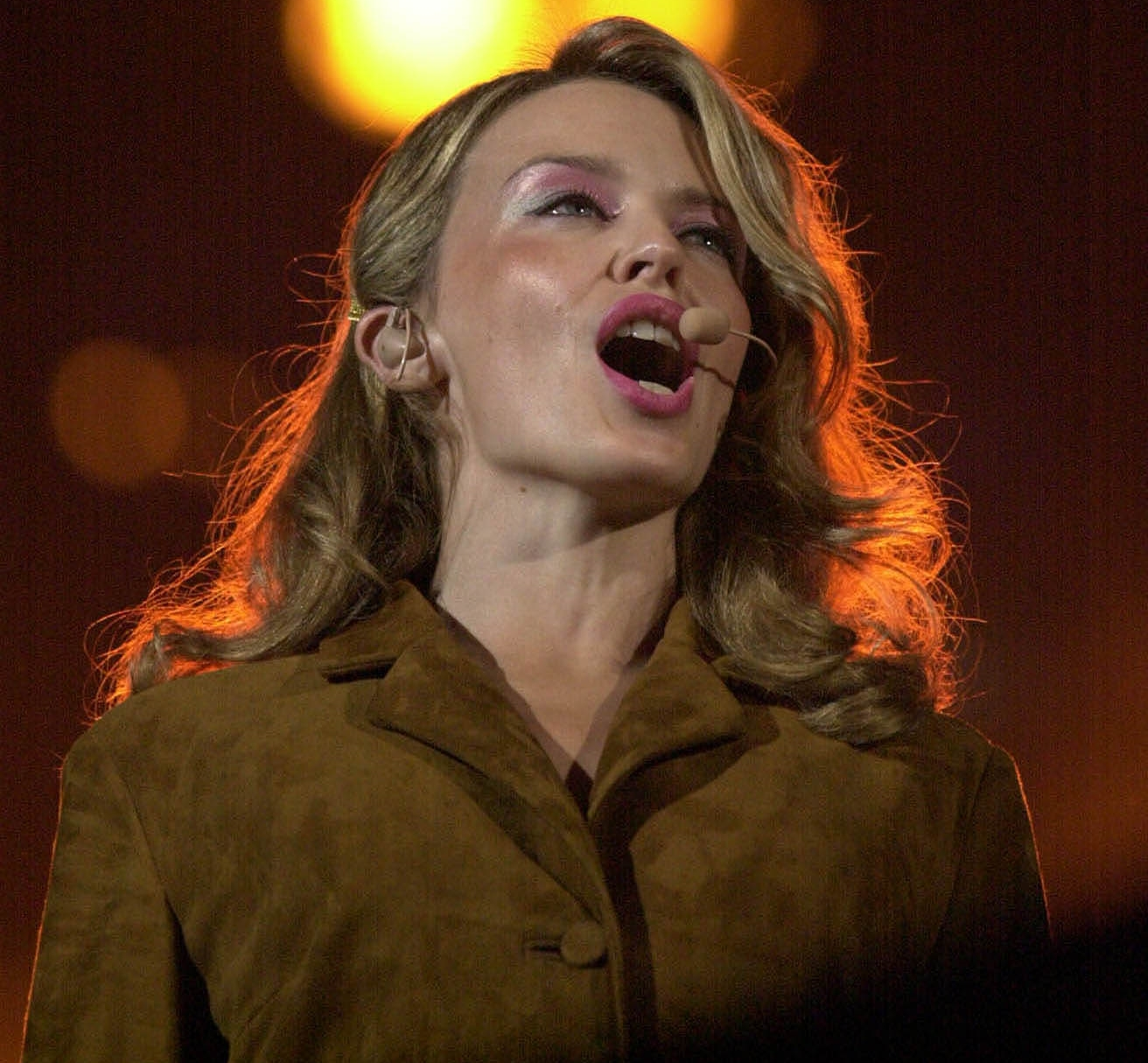
Minogue Sydney-ben a 2000. évi nyári paralimpiai játékok megnyitó ceremóniáján, ahol a „Spinning Around” című dalát előadta.

A Pet Shop Boysszal Minogue énekelt egy duettet, „In Denial” címmel a Nightlife című lemezükön. Ebben az évben Barbadoson töltött több hónapot, majd visszatért Ausztráliába, ahol a Sample People című filmben szerepelt, és felvette a „The Real Thing” dal feldolgozását, melyet eredetileg Russell Morris énekelt. 1999 áprilisában Minogue szakított a Deconstruction Records kiadóval, és átigazolt a Parlophone-hoz. 2000 szeptemberében megjelent Minogue Light Years című hetedik stúdióalbuma, mely igazán átütő sikerre számított, és sok dance zenét tartalmazott. Európában, Ázsiában, és Ausztráliában is jelentős eladásokat produkált az album, és több millió példányszámban kelt el. Az album első lett Ausztráliában és második az Egyesült Királyságban. Top 10-es lett Új-Zélandon, Top 20-as Írországban és Magyarországon. Az első kislemez, a „Spinning Around” tíz év után az első listavezető slágere lett az Egyesült Királyságban. Első lett Ausztráliában is, míg második lett Új-Zélandon és negyedik Írországban. A második kislemez, az „On a Night Like This” szintén első lett Ausztráliában, az Egyesült Királyságban viszont második. Ezen az albumon szerepelt egy duett Robbie Williams-szel, a harmadik kislemez „Kids”, mely Williams stúdióalbumán is szerepelt, és a második helyen végzett a brit slágerlistán. A kislemez az ötödik helyezést érte el Új-Zélandon, Top 10-es lett Írországban és Top 20-as Ausztráliában. A negyedik kislemeznek, a „Please Stay”-nek közepes sikere volt a listákon, ahol Top 10-es lett az Egyesült Királyságban, Top 20-as Ausztráliában és Top 40-es Írországban. Az ötödik és egyben utolsó kislemeznek, a „Your Disco Needs You”-nak korlátozott sikere volt, mert Németországban jelent meg. Ausztráliában korlátozott megjelenése volt, ahol a Top 20-ba jutott be, míg Németországban a Top 40-es lett. A 2000. évi nyári olimpiai játékok záró ceremóniáján Sydney-ben Minogue előadta az ABBA slágerét, a „Dancing Queen”-t és saját dalát az „On a Night Like This”-t. Ezután 2001 márciusában nekikezdett On a Night Like This Tour elnevezésű turnéjának Európában és Ausztráliában. Nagyon dicsérték új anyagáért és számos régi sikerének újraértelmezéséért. Megkapta az „Év Előadója” díjat, mint a legjobb ausztrál szórakoztató.
Egyik 2001 májusában Sydney-ben rögzített koncertet még abban az évben októberében kiadták DVD-n Live in Sydney címmel, ahol előadta az akkor még meg sem jelent leendő slágerét a „Can’t Get You Out of My Head”-et. 2001 októberében Minogue kiadta nyolcadik stúdióalbumát Fever címmel. Az album dalai diszkó elemeket ötvöznek az 1980-as évek elektronikus pop és szintipopjával. Az album első lett Ausztráliában és az Egyesült Királyságban és nyolcmillió példányban kelt el világszerte. Az album Európa-szerte sikeres volt, és számos helyen első lett vagy Top 10-es a listákon. Az album első kislemeze a „Can’t Get You Out of My Head” ötmilliós eladásával és több mint negyven országban elért első helyezésével pályafutása legnagyobb sikere lett. Négy ARIA-díjat kapott, köztük a „Legkiemelkedőbb Teljesítmény”-ét és két díjat a 2002-es Brit Awardson, mint a „Legjobb Nemzetközi Szóló Női Előadó” és a „Legjobb Nemzetközi Album”. Az amerikai rádiók alapos sugárzása után a Capitol Records 2002 februárjában kiadta az Egyesült Államokban az albumot. Az album a harmadik helyen debütált a Billboard 200-as listáján és a „Can’t Get You Out of My Head” a hetedik helyezésig jutott a Billboard Hot 100-on. Az ezt következő kislemezek az „In Your Eyes”, a „Love at First Sight” és a „Come into My World” világszerte sikeresek lettek és Minogue az amerikai piacon is megvetette a lábát, különösen a szórakozóhelyek szcénájában. A második kislemez, az „In Your Eyes” első lett Ausztráliában és harmadik az Egyesült Királyságban. Magyarországon negyedik lett a hivatalos listán és második a Rádiós Top 40-ben. Azonban a dal Top 20-as lett Új-Zélandon és Top 10-es számos más európai országban. A harmadik kislemez, a „Love at First Sight” harmadik helyezést ért el Ausztráliában és második lett az Egyesült Királyságban. Az Egyesült Államokban első lett a Dance Club Songs listán és 23. a Billboard Hot 100-on. A dal Top 10-es lett Új-Zélandon és számos más európai listán és Top 20-as lett más országok listáin. Magyarországon Top 10-es lett a hivatalos listán és Top 20-as lett a Rádiós Top 40-en. A negyedik és egyben utolsó kislemez, a „Come into My World” negyedik lett Ausztráliában és nyolcadik az Egyesült Királyságban. Magyarországon a tizedik helyet érte el a Rádiós Top 40-en. Az Egyesült Államokban Top 20-as lett a Dance Club Songs listán és 91. a Billboard Hot 100-on. Az album amerikai sikerét turnézással folytatta az Egyesült Államokban. Minogue 2002 áprilisában megkezdte KylieFever2002 elnevezésű turnéját, mely az addigi legnagyobb produkciója lett, amit színpadra vitt. A 2002 májusában Manchesterben rögzített koncertet még abban az évben novemberben kiadták DVD-n KylieFever2002: Live in Manchester címmel. Ezután 2003-ban Minogue a „Love at First Sight”-ot Grammyre jelölték a „Legjobb Dance Felvétel” kategóriában, és a következő évben meg is kapta ugyanebben a kategóriában a díjat a „Come into My World”-ért.

### 2003–2006:Body Language,Ultimate Kylie, ésShowgirl

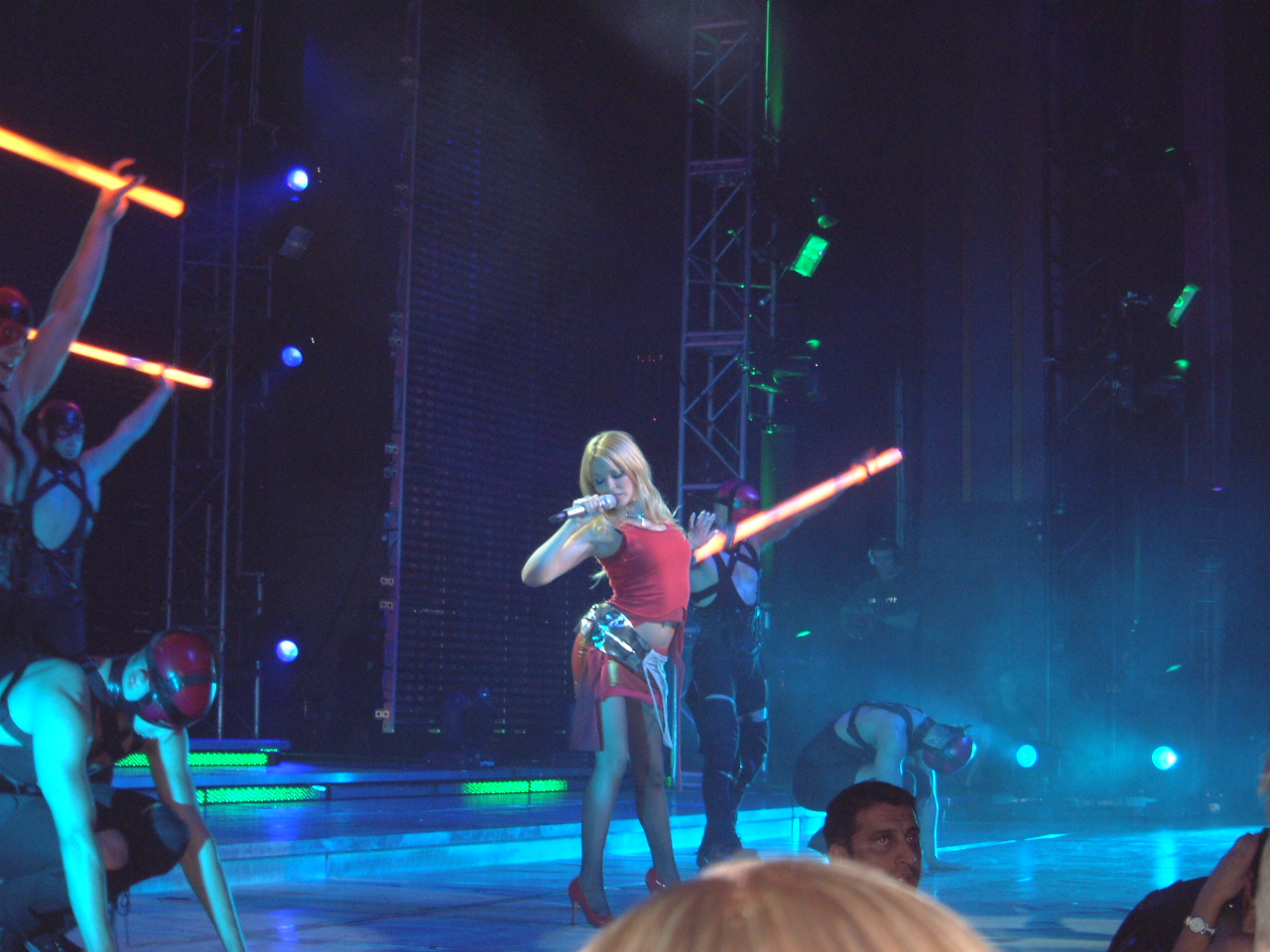
Minogue előadása a Money Can’t Buy meghíváson alapuló koncerten a Hammersmith Apollóban

2003 novemberében a Hammersmith Apollo-ban Money Can’t Buy néven futó, meghíváson alapuló koncert után megjelentette kilencedik stúdióalbumát Body Language címmel. Az album a diszkó stílusból egy kicsit elvéve, olyan 1980-as évekbeli művészektől kapta az inspirációt, mint Scritti Politti, The Human League, Adam and the Ants és Prince úgy, hogy stílusukat a hiphop elemeivel vegyítette. Minogue megjelenését és küllemét az albumhoz készült promóciós felvételeken a francia színésznő, Brigitte Bardot inspirálta. Az album eladásai alacsonyabbak voltak, amit vártak a Fever sikere után, annak ellenére, hogy az első sláger, a „Slow” első lett Ausztráliában és Egyesült Királyságban. Az album második helyezést ért el Ausztráliában és hatodik helyezést az Egyesült Királyságban, de kisebb sikere volt más országokban. A „Slow” Top 10-es lett Új-Zélandon és máshol, köztük Magyarországon, ahol negyedik lett a hivatalos listán és Top 10-es a Rádiós Top 40-en. Az Egyesült Államokban a „Slow” első lett a Dance Club Songs listákon és Grammy jelölést kapott a „Legjobb Dance Felvétel” kategóriában. Az albumról még két kislemez jelent meg, a „Red Blooded Woman” és a „Chocolate”. A második kislemez, a „Red Blooded Woman” a negyedik helyezést érte Ausztráliában és az ötödik helyezést az Egyesült Királyságban. A harmadik és egyben utolsó kislemez, a „Chocolate” hatodik lett az Egyesült Királyságban és Top 20-as Ausztráliában, és Magyarországon a hetedik helyet érte el a hivatalos listákon. Bár a Body Language 43 000-es eladást produkált az első héten, a második héten jelentősen csökkent az eladott példányok száma. A meghívásos koncert 2004 júliusában lett kiadva DVD-n és a Body Language Live címet kapta, ahol az új lemezéről hét dalt adott elő és számos korábbi slágert.
2004 novemberében Minogue kiadta válogatásalbumát Ultimate Kylie címmel, amelyre két új dal is felkerült, az „I Believe in You” és a „Giving You Up”. Az album ötödik lett Ausztráliában és negyedik az Egyesült Királyságban, de sokkal kevésbé volt sikeres más európai listákon. Az „I Believe in You” hatodik lett Ausztráliában és második az Egyesült Királyságban. Az Egyesült Államokban a harmadik helyet érte el a Dance Club Songs listán. Top 10-es lett számos európai listán, köztük Magyarországon, ahol a Rádiós Top 40 ötödik helyéig jutott. A „Giving You Up” Ausztráliában és az Egyesült Királyságban is bejutott a Top 10-be. Közepesen volt sikeres Európában, ahol csak kevés listán jutott be a Top 20-as listán. Később az „I Believe in You” Grammy jelölést kapott a „Legjobb Dance Felvétel” kategóriában. Az Ultimate Kylie azonos című DVD ugyanazon a napon jelent meg és majdnem minden slágerének videóklipjét tartalmazta, kivéve a „Giving You Up”-ot, ami akkor még nem jelent meg. Szintén tartalmazta a 2002-es Brit Awardson történt “Can’t Get You Out of My Head” élő fellépését is. Az album és a DVD számos reklámja azt hirdette, hogy ez a válogatás Minogue minden olyan kislemezét tartalmazni fogja, ami az Egyesült Királyságban és Ausztráliában megjelent. Számos dal és videóik nem szerepeltek egyik kiadványon. Ezek közé tartozik néhány hivatalos kislemez, mint a „Where Is the Feeling” és a „Some Kind of Bliss” kislemezek, melyek csak néhány területen lettek kiadva, mint a „Cowboy Style” és a „Your Disco Needs You”. Vagy az olyanok, melyeknek nem volt videójuk, például a Japánban kiadott „Turn It into Love” és az Egyesült Államokban promóciós kislemezként kiadott „Butterfly”.

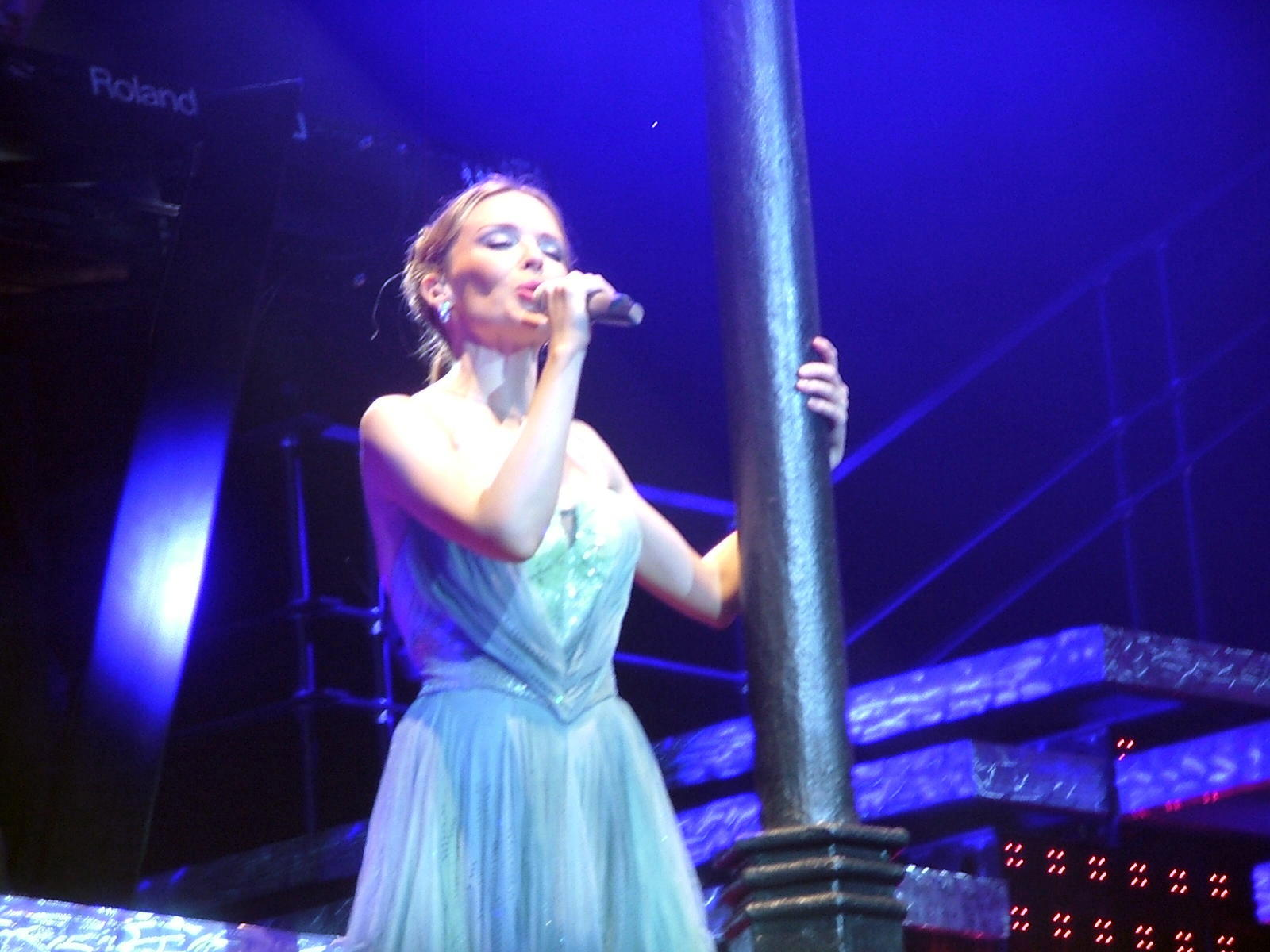
Minogue 2005 áprilisában a Showgirl Tour egyik állomásán

2005 márciusában Minogue elkezdte Showgirl: The Greatest Hits Tour elnevezésű turnéját. Az előző évben kiadott válogatásalbuma, az Ultimate Kylie támogatását hívatott szolgálni. Minogue már el is tervezte, hogy turnézni fog Európában, Ázsiában és Ausztráliában 2005 júniusáig. Európa-szerte fellépései után Melbourne-be utazott, ahol az előző hónapban mellrákot diagnosztizáltak nála, ami miatt koncertsorozatát le kellett mondania. Európában egy videóalbum lett kiadva 2005 novemberében Kylie Showgirl címmel, melyen az egyik londoni koncertje szerepel, ami pár nappal betegsége bejelentése előtt lett rögzítve a Showgirl: The Greatest Hits Tour elnevezésű turnéja során. Egész sikeres volt a DVD-listákon, ahol is első volt Ausztráliában, második az Egyesült Királyságban és Top 10-es számos más európai országban. Egy első koncertalbum Showgirl címmel a következő hónapban jelent meg, mely a nyolc legnagyobb slágerének élő verzióját tartalmazta. 2006 októberében Minogue jelent meg gyermekkönyve The Showgirl Princess címmel, melyet lábadozása során írt. Ezt követte Darling nevű parfümje, melyet később a Pink Sparkle, Couture és Inverse parfümök követtek. A következő hónapban folytatta turnéját egy sydney-i fellépéssel, ami Showgirl: The Homecoming Tourra lett átnevezve. Egészségi állapota miatt lassabb kosztümcserék és a különböző szekciók között hosszabb megszakítások voltak, hogy az erőt megőrzése. A média Minogue energikus fellépéséről számolt be, a The Sydney Morning Herald hatalmas diadalként említette a műsort. Egy második koncertalbum Showgirl Homecoming Live címmel 2007 januárjában jelent meg, melyet az egyik sydney-i fellépése során rögzítettek.

### 2007–2011:XésAphrodite
2007 novemberében Minogue X címmel megjelentette tizedik stúdióalbumát. Az elektronikus stílusú lemezen többek között olyan dalszerzők és producerek dolgoztak, mint Guy Chambers, Cathy Dennis és Calvin Harris. X és az első kislemez a „2 Hearts” első lett az ausztrál album illetve kislemezlistán. Az X negyedik lett az Egyesült Királyságban és ötödik az európai Top 100-as albumlistán. Más országokban közepes sikere volt, többek között Top 20-as lett Németországban, Írországban és Magyarországon is a hivatalos listákon. Európán kívül csak a Top 40-ig jutott el Új-Zélandon és Japánban. Az Egyesült Államokban negyedik lett a Dance/Electronic Albums listán, de nem jutott be a Billboard Hot 100-ba az összesített albumlistán. Az Egyesült Királyságban kezdetben mérsékelt eladásokat produkált az album, bár a későbbiekben javult ez a tendencia. A „2 Hearts” negyedik lett az Egyesült Királyságban, míg közepes sikere volt Európa szerte, ahol némely országban Top 10-es lett, máshol Top 20-as. Magyarországon bejutott a Rádiós Top 40-be, de a Top 20-at már nem sikerült elérnie. A következő kislemezek, az „In My Arms” és a „Wow” bejutottak a Top 10-es listán az Egyesült Királyságban. Az „In My Arms” lett kiadva második kislemezként világszerte, míg az Egyesült Királyságban és Ausztráliában a harmadik kislemez lett. Míg az Egyesült Királysághoz hasonlóan számos európai országban Top 10-es lett, addig máshol Top 20-as. Elérte a Top 20-at az összesített európai Top 100-as listán. Ausztráliában viszont nem volt ekkora sikere, csak a Top 40-ig jutott. A „Wow” lett a második kislemez az Egyesült Királyságban és Ausztráliában, míg a világ többi részén a harmadik lett. Negyedik helyezést ért el az Egyesült Királyságban, de nem érte el a Top 10-et Ausztráliában. Ettől függetlenül elérte a Top 10-et az összesített európai listán. Magyarországon elérte a Top 20-at a Rádiós Top 40-es listán és a Dance Club Songs listáján az Egyesült Államokban. Az „All I See” csak digitális letöltés formájában jelent meg az album első kislemezeként, hogy erősítsék Minogue imidzsét az Egyesült Államokban. Minogue számos televíziós műsorban jelent meg, hogy a kislemezt és a nagylemezt reklámozza az Egyesült Államokban. Nem jutott be a Billboard Hot 100-as listán, de harmadik lett a Dance Club Songs listán. Magyarországon bejutott a Rádiós Top 40-be. A negyedik és egyben utolsó kislemez, a „The One” digitális letöltésként lett megjelentetve az Egyesült Királyságban, Ausztráliában és Új-Zélandon. Nem jutott be az ausztrál listára és az Egyesült Királyságban is csak a Top 40-ig jutott. Magyarországon bejutott a Rádiós Top 40-be, de nem érte el a Top 20-at. Új-Zélandon se jutott a hivatalos listára. Viszont hatalmas sikere volt az Új-Zélandi rádiós listákon, ahol első lett. Az Egyesült Államokban az albumot 2009-ben Grammy-díjra jelölték a „Legjobb Elektronikai/Dance Album” kategóriában. Az album promóciójának keretében, Minogue szerepelt a White Diamond filmben, melyet a Showgirl: The Homecoming Tour 2006 augusztusa és 2007 márciusa közötti időszakban rögzítettek Ausztráliában és az Egyesült Királyságban. Ezek után a The Kylie Show elnevezésű műsorban tűnt fel, ahol vígjáték vázlatokot is előadott dalai mellett Mathew Horne-nal, valamint Dannii Minogue-gal, Jason Donovannel és Simon Cowell-lel. 2007-ben szerepelt a Ki vagy, doki? karácsonyi különkiadásában, mely „Az elkárhozottak utazása” címet kapta. Ezt az epizódot több mint 13 millió néző látta, mely a legnagyobb nézőszám volt 1979. óta.

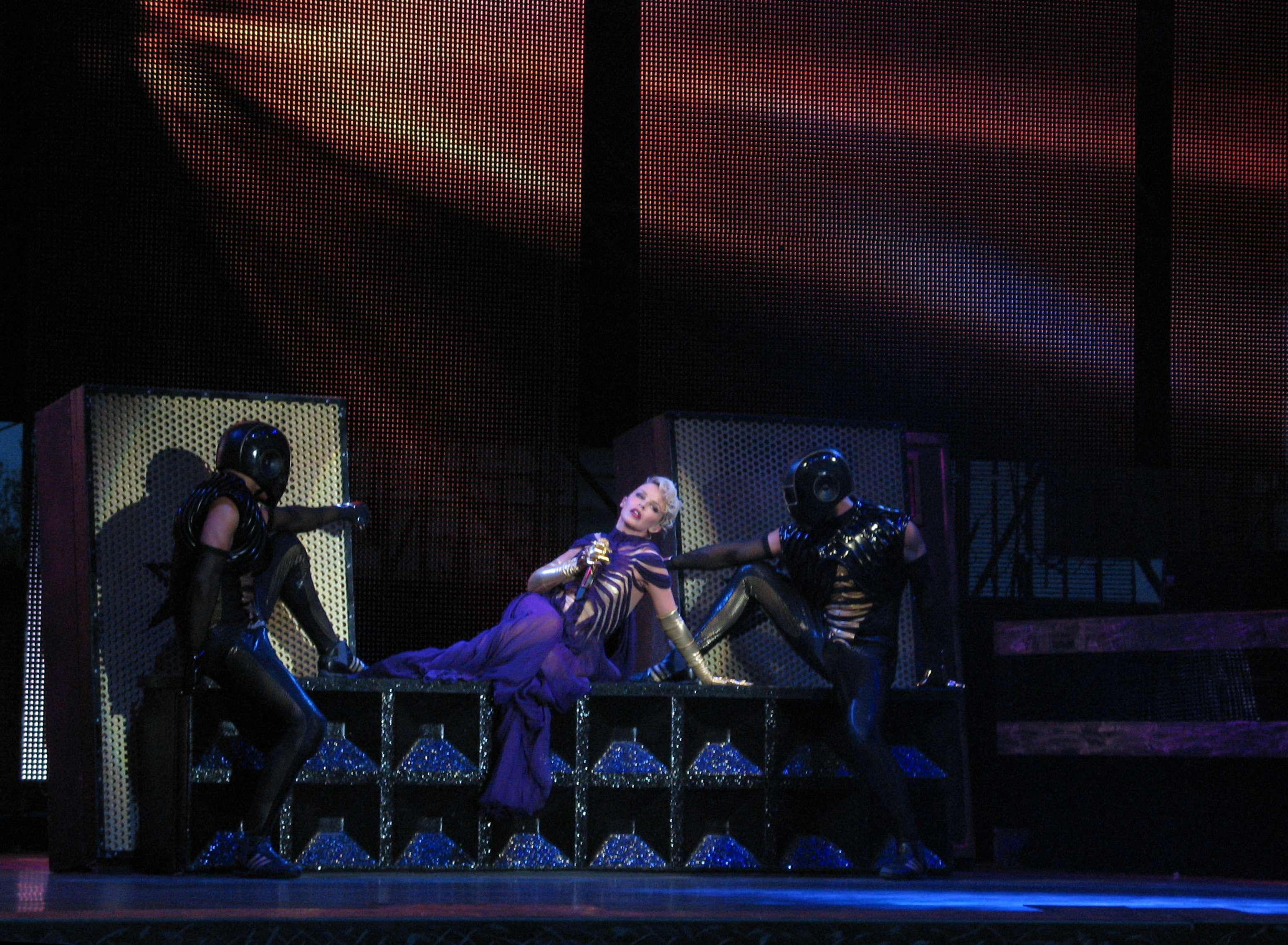
Minogue előadása 2008 májusában a KylieX2008 turné egyik állomásán

2008 májusában Minogue elkezdte KylieX2008 turnéjának európai szakaszát, mely az addigi legdrágább koncertsorozata volt 10 millió brit fontos költségével. A turnét jól fogadták és a jegyek is jól fogytak. Ezután neki adományozták a Francia Művészeti és Irodalmi Rendjének lovagi címét, mely a legnagyobb francia kulturális kitüntetés egy alacsonyabb fokozata. Rögtön utána júliusában Károly herceg a Brit Birodalom Rendjének tisztjévé avatta. Korábban az évben a 2008-as Brit Awardson megkapta a „Legjobb Nemzetközi Női Előadói” díjat. Ezen év szeptemberben a Közel-Keletre utazott, hogy Dubaj-ban az egyik exkluzív szállodában fellépjen, mint fő attrakció és novembertől folytatta KylieX2008 elnevezésű turnéját Dél-Amerika, Ázsia és Ausztrália különböző városaiban. A turnéval huszonegy országban járt és sikeresnek számított a több mint 70 millió dolláros jegyeladásokkal. 2008 decemberében DVD-n ki lett adva az egyik az O2 Arénában Londonban rögzített koncertje. A videóalbumnak közepes sikere volt a DVD-listákon, ahol második lett Ausztráliában, nyolcadik az Egyesült Királyságban és Top 10-es néhány más ország listáján. A turné majdnem összes koncertje 2008 májusa és decembere között zajlott. Miután Minogue más zenei rendezvényeken is fellépett számos alkalommal, további koncertekkel bővult a turné Európában, mely így 2009 augusztusáig tartott. Még 2009 februárjában Minogue vezette a Brit Awards gálát James Cordennel és Mathew Horne-nal. Ezen év szeptemberben elkezdte első észak-amerikai turnéját For You, For Me Tour címmel. 2009 decemberében egy koncertalbum lett kiadva, mely csak digitális formában volt elérhető, és a felvételt a New York-i Hammerstein Ballroom-ban adott koncerteken rögzítették.
2010 júliusában Minogue megjelentette tizenegyedik stúdióalbumát az Aphrodite-t. Az album főproducere Stuart Price volt, aki Calvin Harris, Jake Shears, Nerina Pallot, Pascal Gabriel, Lucas Secon, Tim Rice-Oxley a Keane együttesről és Kish Mauve mellett a dalszerzésben is részt vett. Az album a kritikusoktól kedvező visszajelzést kapott és a brit albumlista első helyén landolt pontosan huszonkét évvel első brit slágere után. Az album szintén első helyezést ért el a European Top 100 Albums listán, és Európa szerte sikeres is volt, ahol Top 10-es lett a legtöbb országban vagy Top 20-as például Magyarországon. Más európai országban és Japánban viszont nem jutott a Top 20-ba. Az Egyesült Államokban a Billboard 200-ba bejutott és második lett a Dance/Electronic Albums listáján. Az album első kislemeze az „All the Lovers” sikeres volt és a Top 10-es slágere lett az Egyesült Királyságban, viszont az album további slágerei a „Get Outta My Way”, a „Better Than Today”, és a „Put Your Hands Up (If You Feel Love)” nem tudtak bejutni a brit Top 10-es listán. Az „All the Lovers”-nek közepes sikere volt a listákon. Számos európai ország listáján Top 10-es lett, köztük Németországban, Írországban és Magyarországon, ahol második lett a Rádiós Top 40-ben, de máshol nem jutott a Top 20-as listán. A második kislemez, a „Get Outta My Way” nem volt túl sikeres a listákon, a legtöbb európai listán nem lett Top 20-as. A harmadik kislemez a „Better Than Today” még kevésbé volt sikeres, ugyanis nem jutott be a Top 50-be Ausztráliában. A negyedik és egyben utolsó kislemez, a „Put Your Hands Up (If You Feel Love)” szintén kevésbé volt sikeres, Ausztráliában éppen bejutott a Top 50-be és néhány európai listán is hasonló eredményt ért el. Viszont a lemezről kimásolt összes kislemez első helyezett lett az amerikai Dance Club Songs listán.

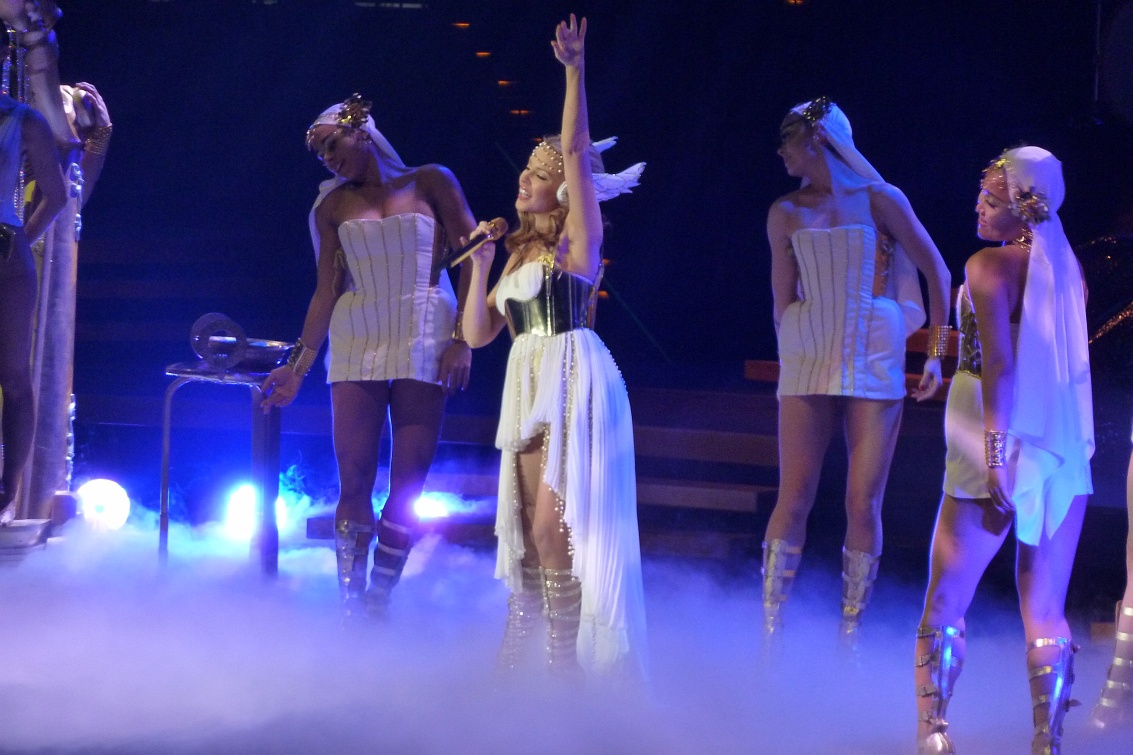
Minogue előadása 2011 márciusában az Aphrodite: Les Folies Tour egyik állomásán

Ezen időszak alatt Minogue felvett egy duettet a Hurts nevű szintipop duóval, mely „Devotion” néven szerepel a csapat Happiness című lemezén. 2010 novemberében Minogue feltűnt Taio Cruz „Higher” című slágerében. Az eredmény sikeres volt, mert számos országban bejutott a Top 20-ba, köztük Magyarországon a negyedik helyet érte el a Rádiós Top 40-ben és első lett az Egyesült Államokban a Dance Club Songs listán. 2010-es felvételei lezárásaként pedig megjelentette A Kylie Christmas című karácsonyi lemezét, amelyen olyan slágerek feldolgozásai kaptak helyet, mint a „Let It Snow” és a „Santa Baby”. 2011 februárjában elkezdte az Aphrodite: Les Folies Tour elnevezésű világ körüli turnéját, ezzel szintén reklámozva lemezét. A turné érintette Európát, Észak-Amerikát, Ázsiát és Ausztráliát. A színpadképet a szerelem görög istennőjének, Aphrodité-nek a születése ihlette, és is számos elemet tartalmazott a görög kultúrából és történelemből. Sikeres és az addigi legnagyobb turnéja volt, több mint 100 fős személyzetével. Számos pozitív visszajelzést kapott, és dicsérték a koncepcióját. Ezután a turnéról készült DVD az O2 Arénában Londonban lett felvéve és 2011 novemberében jelent meg. Közepes sikere volt a DVD-listákon, ahol második lett Ausztráliában, nyolcadik lett az Egyesült Királyságban és Top 10-es néhány más ország listáján. A videóalbum tartalmazott egy dupla koncertalbumot szintén, melyen a koncert teljes hanganyaga található. 2012 augusztusában egy dokumentumfilm lett kiadva My Year as Aphrodite címmel televíziós különkiadásként, mely teljes egészében a lemez megjelenésének és a turné tartó időszakának lett szentelve. Követi Minogue-ot és a stábot a turné koncepciójának kialakításától a próbákon át hat hónapos útjukon keresztül.

### 2012–2016:The Abbey Road Sessions,Kiss Me Once, ésKylie Christmas
2012-ben elkezdte pályafutásának huszonöt éves évfordulóját ünnepelni, melyet gyakran „K25” néven is emlegetnek. Az évforduló márciusban kezdődött az Anti Tour-ral Ausztráliában és az Egyesült Királyságban, amelyen B-oldalas dalokat, ritkaságokat és demófelvételek adott elő. Korábbi turnéihoz képest az volt a különbség, hogy kisebb helyszíneken, kisebb közönség előtt lépett fel, intimebb környezetben. 2012 májusában megjelentette „Timebomb” című kislemezét, amely nem szerepelt egyik lemezén se, és a következő hónapban ezt követte negyedik hivatalos válogatáslemeze a The Best of Kylie Minogue, mely a legnagyobb slágereit tartalmazta. A „Timebomb” a hivatalos ausztrál listán elérte a Top 20-at és első lett az ausztrál dance listán. Szintén elérte a Top 20-at Magyarországon a Rádiós Top 40-ben. Ennek ellenére nem jutott a Top 20-ba az Egyesült Királyságban és számos más európai országban valamint Japánban és Új-Zélandon sem. Viszont az Egyesült Államokban első lett a Dance Club Songs listán. 2012 októberében kiadta The Abbey Road Sessions című zenekari válogatáslemezét. Az albumon korábbi dalainak újraértelmezett és nagyzenekaros verzióit, és a londoni Abbey Road Studios-ban vették fel. A produceri munkálatokat Steve Anderson és Colin Elliot látta el. Az album jó kritikákat kapott és a brit albumlista második helyén nyitott. Az album második lett az Egyesült Királyságban és hetedik Ausztráliában. Másutt mérsékelt sikere volt, ahol néhány európai országban Top 20-as lett, míg a legtöbb országban ez nem sikerült neki, de az Egyesült Államokban sikerült bejutnia a Billboard 200-as listán. Az album első kislemeze a „Flower” volt, amelyet az „On a Night Like This” nagyzenekaros változata követett. Minogue 2012-ben két filmben is szerepelt, először az amerikai független filmben, a Jack and Diane-ben tűnt fel egy cameoszerep erejéig, amelyet 2012. április 20-án mutattak be a Tribeca film fesztiválon New Yorkban. Később a Holy Motors című francia filmben kapott egy főszerepet, mely 2012-es cannes-i fesztiválon debütált.
2013 januárjában Minogue otthagyta menedzserét Terry Blamey-t akivel énekesi pályafutása elejétől fogva dolgozott. A következő hónapban menedzsmenti szerződést írt alá az amerikai Roc Nation szórakoztató vállalattal. Ugyanabban a hónapban Minogue kiadta a „Whistle” című promóciós kislemezt az izlandi Múm nevű együttes közreműködésével az előző évi Jack and Diane című filmből. 2013 júniusában Minogue kiadta a „Skirt” című promóciós kislemezt, mely a következő tizenkettedik stúdióalbuma előfutáraként szolgált. Végül mégsem került fel a lemezre, de digitális formátumban letölthető volt exkluzívan egy elektronikus zenei letöltő oldalról. A dal nagy sikere volt az Egyesült Államokban, ahol első helyezést ért el a Dance Club Songs listán és 18. lett a Dance/Electronic Songs listán. Minogue elvállalt egy vendégszereplést segédítészként a The X Factor Australia ötödik évadában, ahol testvére Dannii Minogue volt az egyik főmentor. Ezen év szeptemberében szerepelt Laura Pausini olasz énekesnő és dalszerző slágerén, a „Limpido”-n. A kislemez első helyezett lett Olaszországban és jelölték a 2013-as World Music Awardson a „Világ Legjobb Dala” kategóriában. Ugyanebben a hónapban Minogue egy évad erejéig leszerződtették edzőként a BBC One a The Voice UK harmadik évadában. Az Egyesült Királyságban a műsornak kilencmillió nézője volt, mely a második évadhoz képest nagy növekedést jelent. Átlagosan nyolcmilliós nézettséget produkált a műsor. Minogue személyiségét és mentori mivoltát nagyon kedvezően fogadták. Ed Power a The Daily Telegraph-tól pozitív kritikát adott az évadnak, Minogue-ot dicsérte, amiért olyan csodálatos és kellemesen kuncogó volt, egy nemzeti kincs. Ezután 2013 novemberében szintén egy évad erejéig leszerződtették edzőként a Nine Network a The Voice Australia harmadik évadában.

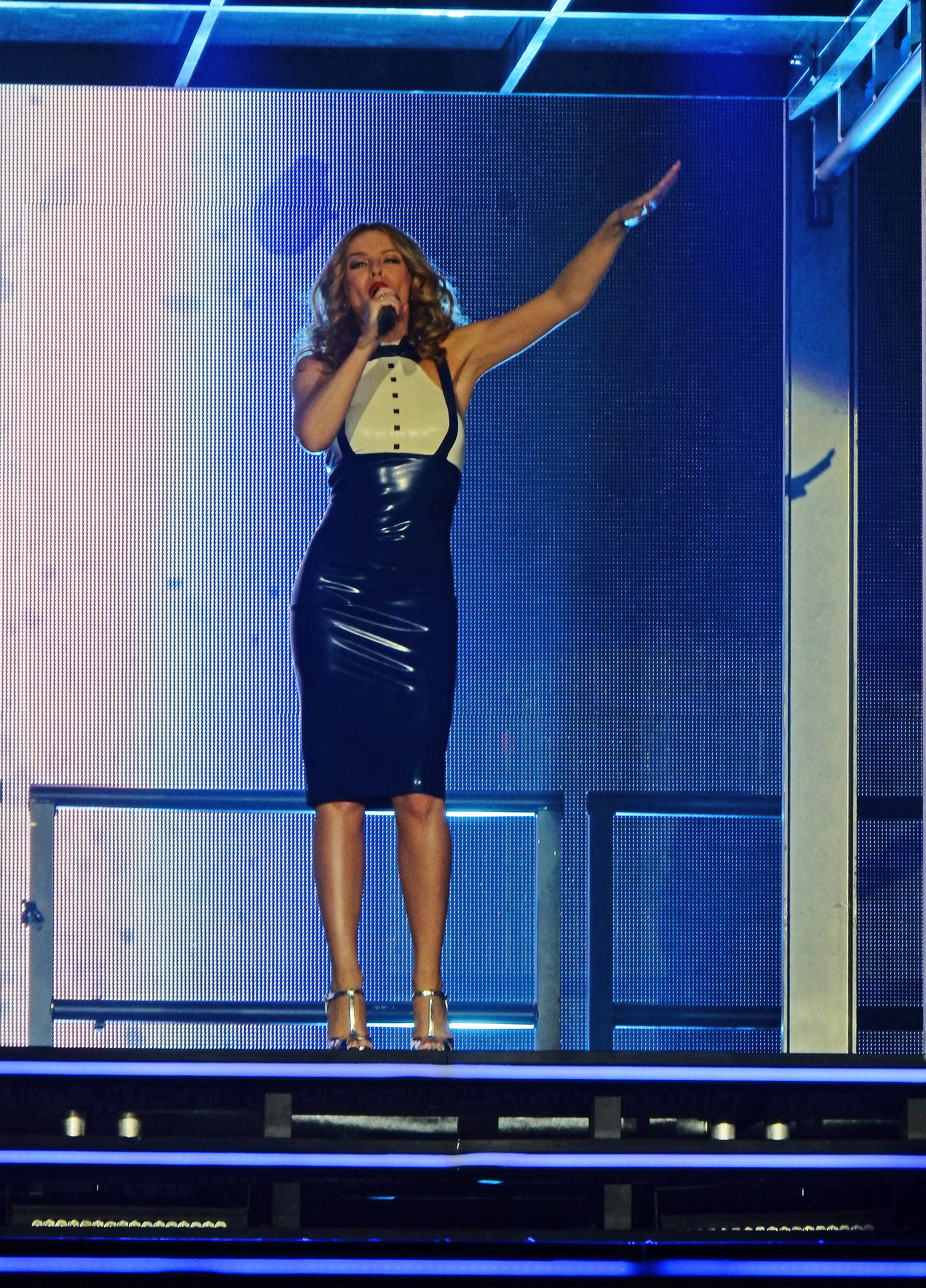
Minogue előadása a Kiss Me Once Tour egyik állomásán 2014 novemberében

2014 márciusában Minogue megjelentette tizenkettedik stúdióalbumát Kiss Me Once címmel. Az albumon dalszerzőként és producerként részt vett Sia Furler, Mike Del Rio, Cutfather és Pharrell Williams. Az album első lett Ausztráliában és második lett az Egyesült Királyságban. Emellett harmadik lett az amerikai Dance/Electronic Albums listáján és első lett Magyarországon. Az albumnak is nagy sikere volt Európában, ahol számos országban Top 10-es lett. Máshol Top 20-as lett, például Új-Zélandon és bekerült a Billboard 200-ba is. Az album kislemezei az „Into the Blue” és az „I Was Gonna Cancel” nem tudott bejutni az Egyesült Királyságban a Top 10-es listán, és Magyarországon ennek ellenére az „Into the Blue” a Rádiós Top 40-ben a Top 10-be jutott. Viszont az Egyesült Államokban a Dance Club Songs listán az „Into the Blue” első, és az „I Was Gonna Cancel” ötödik helyezést ért el. 2014 júniusában Minogue kiadta a „Crystallize” című jótékonysági dalt, mely csak digitális formában volt elérhető. Ez a dal semelyik lemezén nem volt rajta és nem is volt nagy sikere a listákon. Nem jutott be a Top 50-be az Egyesült Királyságban és Ausztráliában sem került fel a slágerlistára.
Az év augusztusában a 2014-es nemzetközösségi játékok záró ceremóniáján Glasgow-ban Minogue hét dalt adott elő. A következő hónapban Minogue elkezdte a Kiss Me Once Tour elnevezésű túrnéját, mellyel Európába, Ázsiába és Ausztráliába eljutott. Az első koncert, melyet 2014 szeptemberében Londonban adott az iTunes-fesztivál részét szintén képezte. A 2014 novemberében Glasgow-ban rögzített koncertet 2015 márciusában kiadták DVD-n és Blu-ray-en. Az album egész sikeres volt a DVD-listákon, ugyanis első lett Ausztráliában. Magyarországon ez lett az első videóalbum, mely hivatalos magyar albumlistára felkerült, ahol a harmadik helyezést érte el. A dupla koncertalbum mellett egy videóalbumot is tartalmazott és majdnem minden dal élő előadását tartalmazta, melyek a koncertenen elő lettek adva. 2015 januárjában Minogue Giorgio Moroder „Right Here, Right Now” című kislemezén tűnt fel vendég előadóként. Az Egyesült Államokban első helyezést ért el a kislemez a Dance Club Songs listán, ahol ez lett a tizenkettedik dala, mely a lista legfelső fokán végzett. Ennek ellenére nem jutott be a Top 20-ba a Dance/Electronic Songs listán és még kevésbe volt sikeres az Egyesült Királyságban és más európai országban. Rögtön azután 2015 márciusban Minogue szerződése a Parlophone-nal lejárt, jövőbeli zenei kiadványait a Warner Music Group-nál hagyva Ausztráliában és Új-Zélandon. Ugyanebben a hónapban Minogue otthagyta a Roc Nation-t, azzal indokolva döntését, hogy jobban át szeretné a venni az irányítást karrierje fölött. Később ugyanebben az időszakban Minogue feltűnt az amerikai Törésvonal című katasztrófafilmben, mely 2015 májusában jelent meg.
2015 júniusában Minogue megkezdte a Kylie Summer 2015 elnevezésű nyári turnét, az egy hónapig tartott, mely során Minogue négy európai országban hat koncertet adott. Ez a turné korábbi világkörüli turnéjának átdolgozott verziója volt néhány hozzáadott dallal, új kosztümökkel és új videókkal a kivetítőkön. 2015 szeptemberében Fernando Garibay-jel közösen kiadott egy lemezt Kylie and Garibay címmel, melynek Garibay és Giorgio Moroder voltak a producerei. Minogue volt az ausztrál elektronikus duo, a Nervo vendég vokalistája a „The Other Boys” című dalban. 2015 novemberében Minogue kiadta tizenharmadik stúdióalbumát, mely az első karácsonyi lemeze Kylie Christmas címmel, mely feldolgozásokat és eredeti dalokat szintén tartalmaz. Ausztráliában a hetedik helyezést érte el, míg Top 20-as lett az Egyesült Királyságban és Magyarországon nyolcadik lett a hivatalos albumlistán. A lemez első kislemeze a James Corden közreműködésével előadott „Only You” lett. A dalt az egykori Depeche Mode tag, Vince Clarke írta, aki a már említett duó egyik tagja volt. Az album következő két kislemeze a „100 Degrees” Dannii Minogue-gal és a Coldplay-ből ismert Chris Martin által írt „Every Day’s Like Christmas” lett. Az album összes kislemeze csak digitális formában volt elérhető. Karácsonyi lemeze promóciója kapcsán koncertet adott a Royal Albert Hall-ban, ahol az album majdnem minden dalát előadta számos slágere mellett. 2016 májusában a Windsori kastélyban Minogue előadta az „I Believe in You”-t az Erzsébet királynő 90. születésnapi ünnepségén, ahol ő volt az egyik vendégelőadó. A Kylie Christmas 2016 novemberében újra ki lett adva egy bővített verzióban és új címmel, mely hat további dalt tartalmazott az eredeti verzió dalai mellett.

### 2017–2021:Golden,Step Back in Time: The Definitive CollectionésDisco

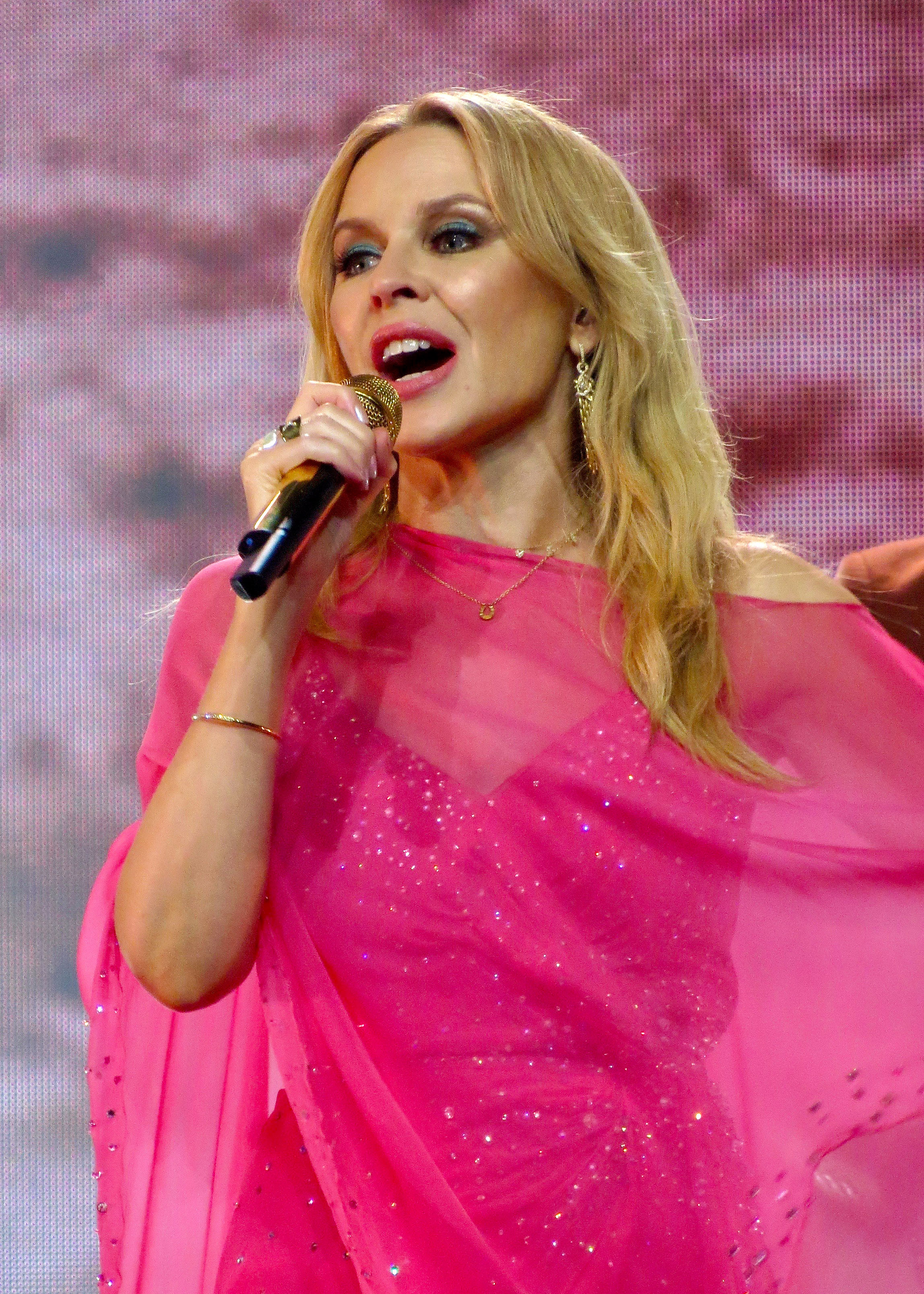
Minogue előadása 2018-ban a Golden Tour egyik állomásán

2017 februárjában Minogue egy új szerződést írt alá a BMG Rights Management-tel, mely az új lemezét adta ki nemzetközileg. Eközben Minogue közreműködött a brit elektronikus együttessel, a Zoot Woman-nel, akik dalához, a „Still Feels Like the First Time”-hoz adta hangját, amely az Absence című lemezén. 2018 áprilisában Minogue kiadta tizennegyedik stúdióalbumát Golden címmel, melyen olyan számos producerekkel és dalszerzőkkel dolgozott, mint Sky Adams és Richard Stannard. Az album felvételei Londonban, New York-ban és Nashvilleben zajlottak, ahol az utóbbi város ihlette a lemez hangzásvilágát. Az album első helyezést ért el mind Ausztráliában és az Egyesült Királyságban. Eléggé sikeresnek számított Európában, ahol második lett Írországban és harmadik lett Németországban. Az első kislemeze, a „Dancing” közepes sikereket ért el, ahol Top 50-es lett Ausztráliában és az Egyesült Királyságban. A dal emellett nyolcadik lett az ausztrál dance listán, ötödik a brit indie-s listán és első a Dance Club Songs listán. A második kislemez, a „Stop Me from Falling” nem jutott be a Top 50-be az Egyesült Királyságban, viszont Top 40-es lett Magyarországon és Ausztráliában. A következő kislemezek, a „Golden” és az „A Lifetime to Repair” nem jutott be a Top 20-ba a brit rádiós játszási listán. A duett Jack Savoretti-vel „Music’s Too Sad Without You”, lett kiadva az ötödik és egyben utolsó kislemezeként.
2018 márciusában röviddel a lemez megjelenése előtt Minogue egy rövid promóciós turnéra indult, mely a Kylie Presents Golden címet viselte. Ennek keretében Európa szerte öt koncertet adott a lemez reklámozása végett, melyeken meghívásos alapon lehetett részt venni. Ezek a fellépések kisebb helyszíneken, alacsony létszámú közönség előtt zajlottak intimebb légkörben. Minogue dalokat adott elő a lemezről és emellett néhány korábbi slágerével is megörvendeztette a jelenlévőket. 2018. április 21-én, Minogue előadta a „Stop Me from Falling”-ot az Erzsébet királynő 92. születésnapjára megtartott ünnepségen a Royal Albert Hall-ban, az esemény egyik különleges vendégeként. Két hónappal később az album promóciós turnéját bővítették még egy koncerttel, melyre New York-ban került sor. 2018 szeptemberében turnéra indult az album promóciója végett, mely a Golden Tour nevet kapta, melynek során számos országban lépett fel Európában, majd 2019 márciusában ezt Ausztráliában folytatta.
2019 júniusában Minogue kiadta negyedik válogatásalbumát a Step Back in Time: The Definitive Collection-t, melyen szerepel a korábban kiadatlan „New York City”, mely a Golden albumhoz kapcsolódó egyik session során keletkezett. Ez a dal lett a válogatás vezető kislemeze és egy hónappal a lemez megjelenése előtt jelent meg. A válogatás első helyezést ért el mindkét Ausztráliában és az Egyesült Királyságban is. Az Egyesült Királyságban ez lett Minogue hetedik és Ausztráliában a hatodik lemeze, mely a lista legfelső fokáig jutott el. Minogue még ebben a hónapban elindult második európai nyári turnéjára, mely a Kylie Summer 2019 elnevezést kapta. Minogue a Glastonbury Fesztiválon is ekkor debütált, tizennégy évvel azután, hogy mellrákot diagnosztizáltak nála, ami miatt 2005-ben kénytelen volt lemondani szereplését ezen a fesztiválon, ahol ő lett volna a főattrakció. Minogue szettje során olyan meglepetés előadók jelentek meg a színpadon, mint Nick Cave és Chris Martin. Műsora különösen pozitív kritikákat kapott a kritikusoktól, mint a The Guardian a műsort páratlannak és fenomenálisnak írta le. A Minogue fellépése volt a legnézettebb a televízióban a hétvégén több, mint hárommilliós nézettségével. Valamint a jelentések szerint az ő fellépése volt a leglátogatottabb a Glastonbury Fesztivál történetében, amellyel rekordot döntött. Rögtön után 2019 szeptemberében Minogue a svéd énekesnő és dalszerző, Tove Lo „Really Don’t Like U” című kislemezén szerepelt, mint vendégelőadó. A dal később még ugyanebben a hónapban az énekesnő negyedik lemezére, a Sunshine Kitty-re felkerült. Éppen utána Minogue válogatáslemezének, a Step Back in Time-nak egy bővített változata 2019 novemberében került kiadásra, melyhez egy további lemezt csatoltak, melyen nyolc dal kapott helyet, valamint egy megamix számos slágeréből összerakva. Minogue egy karácsonyi televíziós különkiadással is előrukkolt, mely 2019 decemberében Kylie’s Secret Night címmel a Channel 4 csatornán lett bemutatva.
A Glastonbury fellépését követően Minogue kijelentette, hogy egy új „pop-diszkó albumot” szeretne készíteni, és az előadás után visszatér az új anyag felvételéhez. A Disco című album munkálatai a 2020-as Covid19-pandémia idején is folytatódtak, Minogue otthoni stúdiójából. Alistair Norbury, a Minogue BMG lemezkiadójának elnöke a Music Week nevében bejelentette, hogy Minogue a Logic Pro nevű szoftverrel saját énekeinek felvételét is megtanulja, hangmérnök segítségével. Az album első kislemeze a „Say Something” 2020. július 23-án jelent meg, ahol közepes sikere volt a kislemezlistákon. Az Egyesült Királyságban nem tudott bejutni a Top 50-be, és Ausztráliában fel se került a hivatalos listákra, viszont Top 20-as lett Magyarországon és az amerikai Dance/Electronic Songs listáján. Ezt követte a „Magic” című második kislemez 2020. szeptember 24-én. Az előző kislemezhez hasonlóan, ennek a dalnak is csak közepes sikere volt a listákon. Nem jutott be a Top 50-be az Egyesült Királyságban és a hivatalos ausztrál listákon se jelent meg, viszont Magyarországon Top 10-es lett, míg az Egyesült Államokban Top 20-as a Dance/Electronic Songs listáján. Közvetlenül utána jött az „I Love It” 2020. október 23-án promóciós kislemezként. Az album 2020. november 6-án jelent meg, és az első helyen debütált az Egyesült Királyságban. Így Minogue lett az első női szólóelőadó, aki az 1980-as évektől a 2020-as évekig öt egymást követő évtizedben első helyezett albumot ért el. Az album számos más országban is sikert aratott. Harmadik helyezett lett Németországban, negyedik Írországban, Top 10-es számos európai országban és Új-Zélandon. Más európai országban Top 20-as lett, míg az Egyesült Államokban a 33. helyet szerezte meg a Billboard 200-on. Az album megjelenését követő napon Minogue Infinite Disco címmel egy egyszeri, streamelhető koncertet adott, mellyel a Disco lemezt akarta reklámozni. Az élő közvetítést egy hónappal korábban jelentették be. Minogue fellépése során számos korábbi slágere mellett kilenc új dalt is előadott az új lemezről. Ugyanebben a hónapban közreműködött a Children in Need jótékonysági kislemezén, a „Stop Crying Your Heart Out”-on. Az album harmadik kislemeze a „Real Groove” lett, amely 2020. december 5-én jelent meg, és későbbi remixét 2020. december 31-én adták ki Dua Lipával. A kislemez nem volt sikeres a listákon, de Magyarországon a 16. helyig jutott. A dal remixe nyolcadik lett Új-Zélandon és 15. a Dance/Electronic Songs listán az Egyesült Államokban. 2021 májusában Minogue szerepelt a Years & Years „Starstruck” című dalának remixén. 2021 novemberében megjelent a Disco újbóli kiadása Disco: Guest List Edition címmel, amelyet megelőzött az „A Second to Midnight” című kislemez, amelyen Years & Years is szerepel. Az újrakiadásban duettek is szerepeltek Jessie Ware angol énekesnővel és Gloria Gaynor amerikai énekesnővel.

### 2022–jelen:TensionésTension II
2022-re Minogue tizenhatodik stúdióalbumán kezdett el dolgozni. 2022 februárjában, miután az 1990-es évek óta Londonban élt, Minogue visszaköltözött Melbourne-be, arra hivatkozva, hogy közelebb szeretne kerülni ausztráliai családjához. 2022 júliusában Minogue visszatért Charlene-ként a Neighbours-be, hogy egyszeri szerepet kapjon, a sorozat utolsó epizódjához. Minogue bejelentette, hogy 2023 májusában kiad egy új kislemezt „Padam Padam” címmel, egy hipnotikus dance számmal, amelyet tizenhatodik stúdióalbuma, a Tension követ majd 2023 szeptemberében. Az albumon olyanok munkái szerepeltek, mint a brit zenei producer Lostboy, a holland DJ Oliver Heldens, a brit énekesnő és dalszerző Kamille, valamint korábbi együttműködői Richard Stannard, Duck Blackwell és Jon Green. Minogue úgy jellemezte az álló albumot, mint „a személyes reflexió, a klubelhagyás és a melankolikus csúcs keveréke”. A futurisztikus, űrodüsszeia témájú kislemez és albumborító ugyanazon a napon jelent meg. Az album az első helyet érte el az Egyesült Királyságban és Ausztráliában is, valamint más listákon is, mint például a Dance/Electronic Albums listán az Egyesült Államokban. Ennek ellenére számos más listán nem volt ennyire sikeres, mint például Magyarországon, ahol nem jutott be a Top 20-ba, vagy az Egyesült Államokban a Billboard 200-on. Az album első kislemeze, a „Padam Padam”, bekerült a Top 10-be az Egyesült Királyságban, így Minogue lett az egyetlen női előadó, aki az 1980-as és a 2020-as évek között elérte a Top 10 slágerét az Egyesült Királyságban. A dal bejutott a Top 10-be az Egyesült Államokban a Dance/Electronic Songs listáján és a Top 20-ba Ausztráliában. Sikeres volt Magyarországon is, ahol a negyedik helyet érte el a Rádiós Top 40-es listán. A dal ARIA-díjat kapott a „Legjobb Pop Kiadvány” kategóriában, valamint egy Grammy-díjat is bezsebelt a „Legjobb Dance Felvétel” kategóriában. Az album második kislemeze, a „Tension” 2023 augusztusában lett kiadva, mely bejutott a Top 20-ba az Egyesült Királyságban illetve az Egyesült Államokban a Dance/Electronic Songs listáján. A „Hold On to Now” 2023 októberében jelent meg a lemez harmadik kislemezeként. Az album tartalmazza a „10 Out of 10” a Oliver Heldens dalt, Minogue közreműködésével.

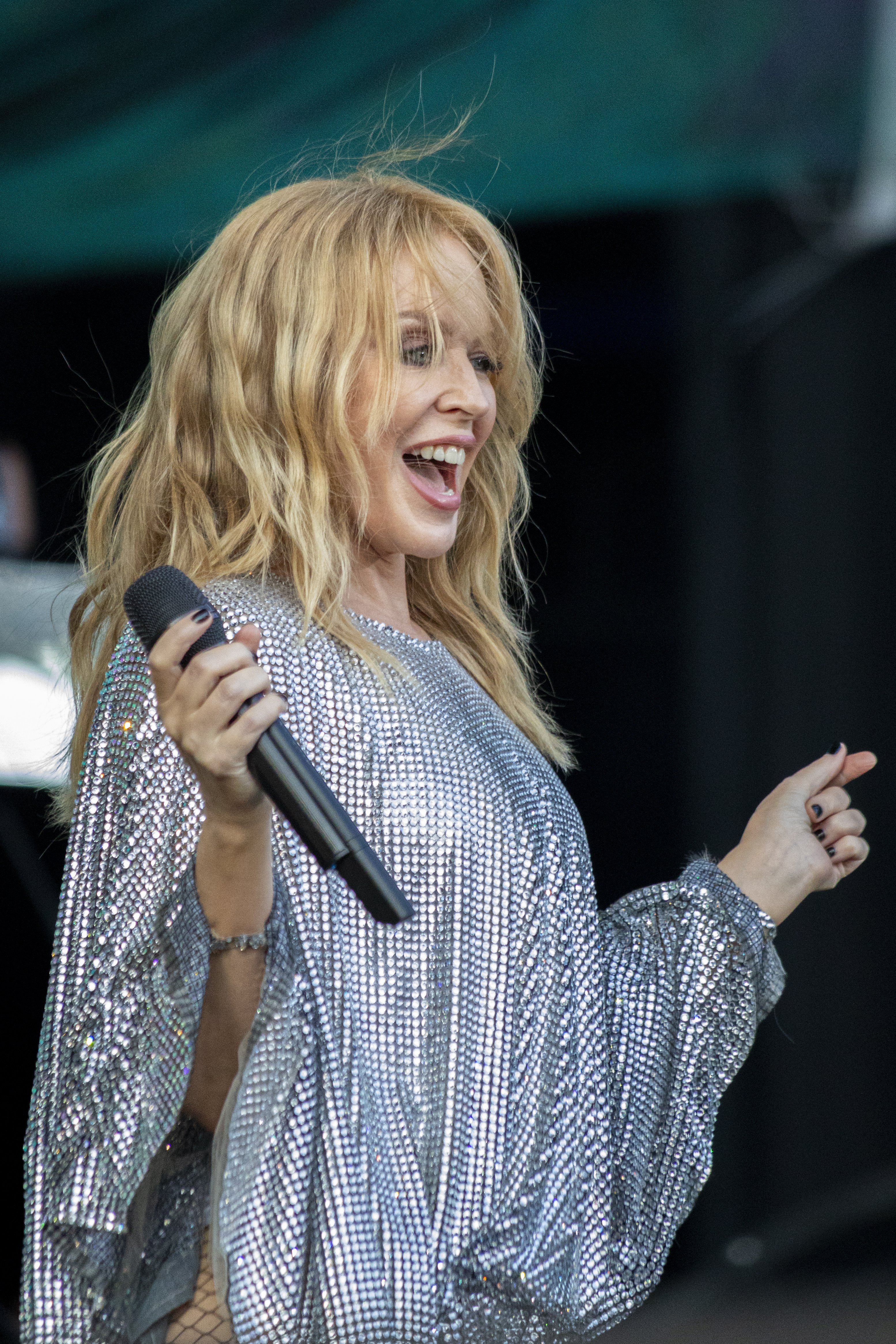
Minogue Szingapúrban 2024 szeptemberében.

Minogue 2023 novemberében megkezdte rezidenciáját Las Vegasban, Nevadában a Voltaire-ben, a The Venetian-ben. A következő hónapban egy speciális koncertet vettek An Audience with Kylie címmel a Royal Albert Hall-ban, melyet az ITV-n adtak le. 2024 februárjában Minogue aláírt a United Talent Agency-vel, hogy élőben képviseltesse magát Kanadában és az Egyesült Államokban, valamint hogy színészi szerepeket vállaljon világszerte. Ugyanebben a hónapban Minogue kiadta az ausztrál énekesnő és dalszerzővel, Sia-val közös dalát, a „Dance Alone”-t, mely Sia stúdióalbumán, a Reasonable Woman-en is helyet kapott. A következő hónapban Global Icon Award-ot kapott a 2024-es Brit Awardson. Ugyanebben a hónapban átvette a Billboard Women in Music Icon Award-díját. Ezután Madonnával előadta az „I Will Survive” és a „Can’t Get You Out of My Head” dalokat Madonna The Celebration Tour című turnéjának március 7-i koncertjén. Minogue megjegyezte, hogy már „régóta itt volt az ideje”, míg Madonna Minogue-ot „egy túlélőnek és harcosnak” írja le. 2024 júniusában kiadta a „Midnight Ride” című kislemezt, melyet a country zenésszel, Orville Peck-kel és az amerikai DJ és producerrel Diplo-val. A következő hónapban megjelentette a „My Oh My” című kislemezt, melyet az amerikai énekesnő és dalszerzővel, Bebe Rexha-val és a svéd énekesnő és dalszerzővel Tove Lo-val készített. Ezt követte 2024 augusztusában az „Edge of Saturday Night” című dal az amerikai DJ és producerrel The Blessed Madonnával.
Minogue 2024. október 18-án adta ki tizenhetedik stúdióalbumát, a Tension II-t, amelynek fő kislemeze a „Lights Camera Action” volt. A Tension „társaként” szolgáló albumon a The Blessed Madonnával, Diploval, Tove Lo-val, Orville Peck-kel, Bebe Rexhával, és Siával való együttműködései szerepelnek. Az album első helyezést ért el Ausztráliában és az Egyesült Királyságban. Az Egyesült Államokban az album a második helyet szerezte meg a Dance/Electronic Albums listáján. Puah Ziwei az NME-től „feszesebbnek és merészebbnek” minősítette az albumot, és azt állítja, hogy „felülmúlja elődjét, és önmagában is erős”. A második kislemez, a „Someone for Me” 2025 januárjában jelent meg, és bekerült a Top 20-ba az Egyesült Királyságban. 2025. február 15-én elindult a Tension Tour című turnéja, Perth-ben Ausztráliában, amely mind a két Tension című albumát  népszerűsíti. A Billboard Minogue „legnagyobb turnéjaként” írja le 2011 óta, és a turné Észak-Amerikába, Európába, Ázsiába és Ausztráliába látogat el. 2025. március 20-án debütált a Netflixen A rezidencia című krimi drámasorozat, amelyben Minogue zenei vendégként alakította magát.

## Művésziesség

### Vokális készségek
Minogue lágy szoprán hangfekvéséről ismert, amit kellemesen, lágyan levegősnek írnak le, váltakozó hangszínű fejhangokkal. Körülbelül három és fél oktávos hangterjedelme van. Dara Hickey az Aphrodite stúdióalbum kapcsán azt írta, hogy „Kylie az eddigi legmagasabb hangterjedelmében énekel”. Minogue hangját egy átfogó orrhang jellemzi, mely számos dalában hallható. A mélyebb hangoknál ez nincs jelen a hang állásának köszönhetően. Hangját egy kellemes hangzás egészíti ki és egy bizonyos fokú csábító képesség, mely olyan dalaiban hallható, mint az „All the Lovers”. Ez viszont gyorsan változik, mihelyt Minogue magasabb oktávokra vált át. A középső hangfekvésében viszont ezt csökkenteni tudja és akár teljesen el is hagyja. Ebben az esetben Minogue gyakran lágyítja a hangját, ezzel adva neki egy édesebb hangszínt, mint ahogy ezt az „All the Lovers” és a „Come into My World” versszakaiban hallhatjuk. Minogue technikáját jellemzi, hogy gyorsan és könnyen, minden probléma nélkül tud az ötödik oktávba felmenni úgy, hogy hangjának karaktere nem változik. Ebben a hangszínben számos, meglepően zengő hangot produkált, mely mutatja, hogy van erő a hangjában, ami viszont nem túl sűrűn jelenik meg a kiválasztott kislemezekben. Minogue tudja váltogatni a hangok jellegét a magasabb és a mélyebb hangtónusa közt is, ami mutatja, hogy mennyire technikás.
Karriere elején Minogue-ot rendszeresen kritizálták szegényes hangügyi adottságai miatt, és első lemeze megjelenése után úgy érezte, hogy dolgoznia kell a technikáján. Beismerte, hogy ismeri a gyengeségeit és jobban akart énekelni. A legtöbb kritikusok szerint a hangjának „több erőre volt szüksége”, ugyanakkor „sokkal melegebben és lélekkel” telibben hangzott ellentétben a tipikus Stock, Aitken és Waterman dalokkal. Minogue következő lemezei során a kritikusok megjegyezték, hogy a hangja erősebb és magabiztosabb lett. Ugyanakkor voltak olyan más kritikusok, akik nem osztották ezt a véleményt. Minogue ötödik albumának értékelése kapcsán a Slant Magazine megjegyezte, hogy „bár néhány dalhoz nincs meg Minogue hangügyi adottsága, más dalokban viszont a hangja határait feszegeti”, amit nagyra becsültek. Steve Anderson, akivel Minogue a lemezén dolgozott azt nyilatkozta, hogy amikor először el kezdtek dolgozni „az orrhangja a korábbi időszakának szellemiségét idézte”, de a folyamat során egyre magabiztosabbá vált az éneklése. Bár az Impossible Princess lemez értékelése kapcsán kiemelték, hogy Minogue hangja fejlődött és nagyobb skálán mozog a Slant Magazine megjegyezte, hogy bár Minogue tisztában van hangjának hiányosságaival és képességeivel, hangja ügyesen bár, de „nem lép ki a komfortzónájából”. A PopMatters megjegyezte, hogy bár Minogue-nak sose volt erős hangja, „mégis nagyszerűen énekel és ki tudja magát fejezni dallamokkal és csábító érzelmességgel”. A The Abbey Road Sessions album értékelése kapcsán néhány kritikus, mint a Virgin Media azt írta, hogy Minogue „meleg és magával ragadó hanggal énekel” és néha a hangjának „van egy enyhe nazális hangzása”, míg a Herald Sun Minogue az addigi legjobb albumának nevezte a hangját tekintve. Az Aphrodite album értékelése kapcsán Tim Sendra az AllMusic-nál megjegyezte, hogy Minogue hangja nem az erőn alapszik, hanem azon a melegségen, melyet a legszemélyesebb felvételein használ.

### Zenei műfajok és stílus

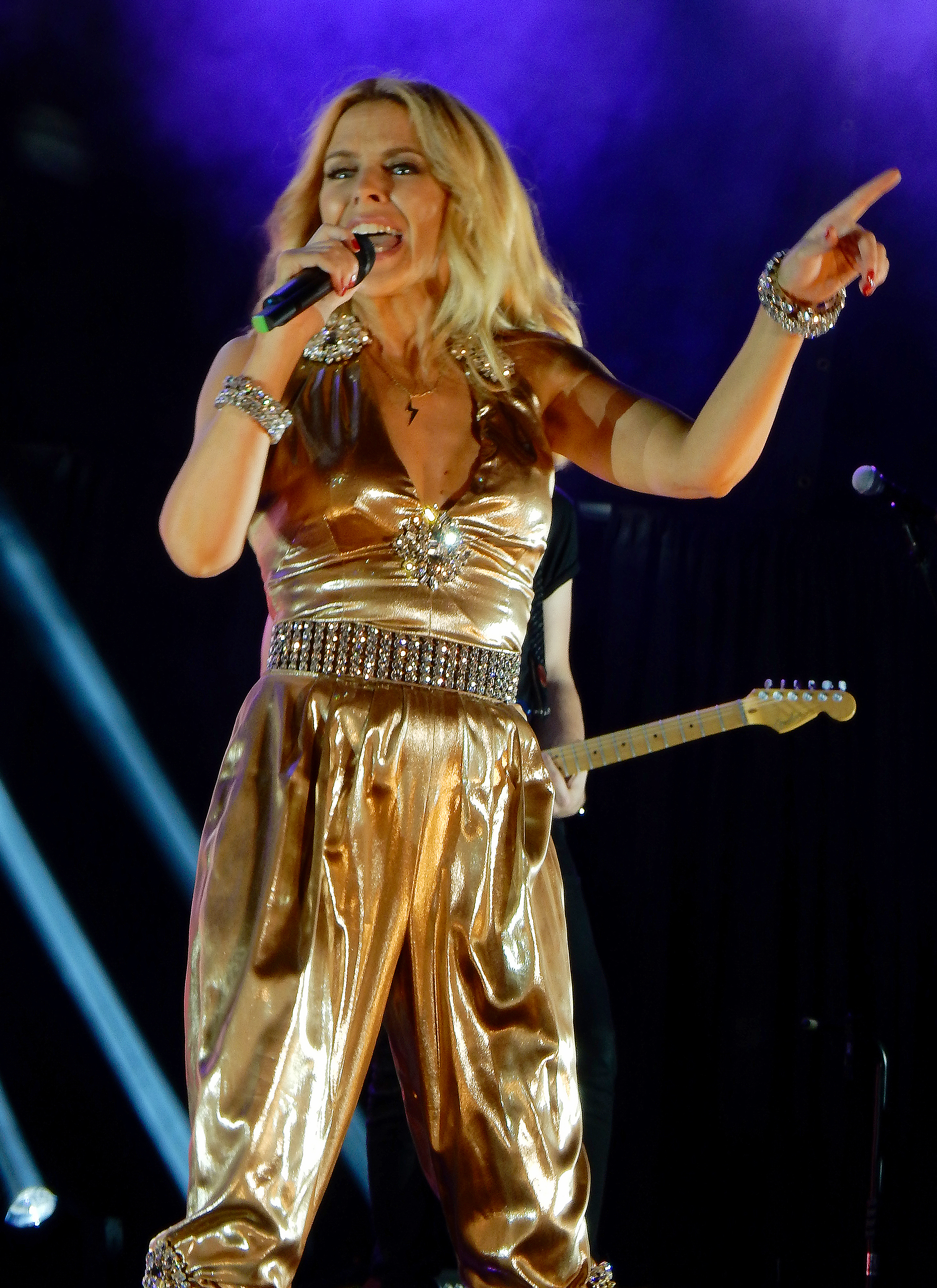
Minogue előadása a 2015-ös nyári turnéján egyik állomásán

Minogue zeneileg sok műfajjal dolgozott a pop és dancezenén belül. Bár a legjellemzőbb stílusa és legjobban hozzáköthető a kortárs diszkó. Az első stúdióalbumai Stock, Aitken, és Waterman-nel, akik, mint producerek és dalszerzők vettek részt, az inkább rágógumi popnak nevezett stílusból merítettek és ezek kapcsán a kritikusok az amerikai énekesnő és dalszerző Madonna-hoz hasonlították. Chris True az AllMusic-tól debütáló lemeze, a Kylie kapcsán zenéjét a „kései 80-as évek rágógumi popjaként” jellemezte. Bár hozzátette, hogy annak az évtizednek az előadóművészi közül ő vitte a legtöbb személyiséget a lemezbe. A második stúdióalbuma, az Enjoy Yourself-et az első lemezéhez hasonlónak jellemezték, melynek ugyanaz a csapat volt a producere és dalszerzője. Chris True szerint az AllMusic-tól az album egy pop-rock és elektronikus lemez, melyre hatott az europop, a dance-pop és eurodance. Amikor az 1990-es évek elején megjelent harmadik stúdióalbuma a Rhythm of Love, azt írta, hogy a dalírás erősebb, a produceri munka dinamikusabb és Minogue hangügyileg magabiztosabbnak tűnt. Abban az időben kezdte korábbi ártatlan imidzsét egy érettebbre átalakítani. Ez volt szintén az első albuma, melyen Minogue elkezdte írni saját dalait. Bár még mindig voltak dalok, melyeket Stock, Aitken és Waterman írt. A negyedik stúdióalbuma, a Let’s Get to It előző lemezeihez képest egy másik stílust mutatott be, melyben Minogue ártatlan dance-pop imázsát megváltoztatta. A lemez más műfajokat tartalmazott, mint a new jack swing és house, melyen a dalok többségét Minogue, Mike Stock és Pete Waterman írta. Az AllMusic-os Chris True szerint az teszi zeneileg érdekessé ezt a lemezt, hogy zeneileg és imázsilag is átvette Minogue az irányítást a karrierjében. Amikor 1994-ben kiadta Kylie Minogue című stúdióalbumát új kiadójánál, új időszak kezdődött el a karrierjében. Az album stílusát műfaj kombinációjaként írták le, mely a zenéjében történt változást hivatott bemutatni. Ez volt második albuma, melyen általa írt dalok is szerepeltek. Bár hatodik stúdióalbuma, az Impossible Princess másfajta dalszerzést és zenei tartalmat prezentált, melyben Minogue folyamatosan írta a szavakat, hogy ezzel a mondatok értelmét és formáját feltárja. Korában is írt dalszövegeket, de azokat tisztán rímelő szavakként jellemezte. Ezen album műfajai különböztek korábbi műveitől, mely tartalmazott dance-pop és trip hop a legtöbb kritikus szerint. A Slant Magazine azt írta, hogy „ez az album hasonlóságokat mutat Madonna Ray of Light-jával” és hozzátette, hogy „Minogue az inspirációt a brit popból és az 1990-es évek közepére jellemző elektronikus zenéből nyerte”.
Miután leszerződött a Parlophone-nal, a 2000-es stúdióalbuma, a Light Years a tiszta dance-pop-hoz való visszatéréseként lett számon tartva, pont a 21. század kezdete előtt, ami erős diszkó, house és elektropop elemeket is tartalmazott. Az AllMusic-os Chris True úgy jellemezte az albumot, mint az egyik legjobb diszkólemez az 1970-es évek óta és mint Minogue sikeres visszatérését, ahhoz amiben jó. Azt szintén hozzátette, hogy „ez nem csak egy dance-pop album Kylie-tól”, hanem „egy nagyszerű válogatás europop és diszkó dalokból”. 2001-es stúdióalbuma, a Fever dance-pop és elektropop dalok kombinációja, mely előző lemezéhez hasonlóan diszkó és elektronikus pop elemeket is tartalmaz. Számos dal szintipop és elektronikus dance-pop ihletésű. Az első kislemez, a „Can’t Get You Out of My Head” közepes tempójú dance-pop és elektronikus diszkó-pop dalként lett aposztrofálva, mint néhány másik dal az albumról, mint a „Come into My World”. A Metacritic az albumot egy nagy energiájú dance lemeznek nevezte, míg az AllMusic-os Chris True szerint Minogue kombinálja előző lemezét egyszerű dance-pop ritmusokkal. A kilencedik stúdióalbuma, a Body Language kicsit más volt korábbi kísérletezgetéseihez képest és sikeres próbálkozásnak titulálták afelé, hogy hangzásvilágát bővítse elektronikával és némi hiphoppal. Emellett az album számos szintipop dalt is tartalmaz és nagyban inspirálta az 1980-as évek popzenéje. A dancezene funk-kal, diszkó-val és R&B-vel vegyített stílusainak összeolvadásával és a Q „2003 Legjobb Nagylemezei” közt tartotta számon. Az AllMusic-os Chris True a lemezt Minogue nagy előrelépésének nevezte, hozzátéve, hogy a Light Years volt a visszatérése míg a Fever annak megerősítése. A tizedik stúdióalbuma, az X inkább a pop gyökereihez való visszatérése volt. Az album pop-rock és glam rock illetve dance-pop, elektronikus pop és diszkó felé hajló dalok egyvelege. Az album promóciója során készült interjúban Minogue azt mondta, hogy az album „főleg elektropop” és annak „ünneplése, hogy újra dolgozik felépűlése után”. Az AllMusic-os Chris True szerint bár „nagyon jó az album”, még „sincs benne elég következetesség”. A tizenegyedik stúdióalbuma, az Aphrodite főleg dance-pop és diszkó keveréke, mely Minogue korábbi lemezeinek zenei megközelítéseit követi. Néhány dal, mint a „Get Outta My Way” elektronikus zenét ötvöz rágógumi poppal, míg más dalok, mint a „Better Than Today” az elektropopot ötvözi a country-val. Az albumon új producerekkel és dalszerzőkkel együtt dolgozott. Az AllMusic-os Tim Sendra szerint az album nagyon ritkán tér el az édes szerelmes daloktól vagy a boldog dance himnuszoktól és „a fő hangzás a diszkó-pop, ami Minogue erős oldala”, hozzátéve, hogy az album Minogue „egyik legjobb kiadványa”. A tizenkettedik stúdióalbuma, a Kiss Me Once egy dance-pop lemez, melyen számos elektronikus elem található, melyet számos kritikus Minogue visszatérésének tart a kortárs popzenéhez. Az AllMusic szerint, hogy az album olyan dalokat tartalmaz, melyek tökéletesen illenek a hangjához, előző lemezével az Aphrodite-val egyenrangúvá teszi, ezáltal egyik legjobb munkája.
Ezek után Minogue számos más zenei stílusba kóstolt bele az ezt követő lemezein. Tizenharmadik stúdióalbuma, a Kylie Christmas volt az első karácsonyi lemeze, melyen a karácsonyi zenéket diszkó és dance-pop elemekkel ötvözte. A lemezen számos új szerzemény is helyet kapott a sok tradicionális karácsonyi dal feldolgozása mellett. Tim Sendra az AllMusic-tól azt írta, hogy „nehéz elhinni, hogy ez az első ünnepi kiadványa” és hogy „Kylie és csapata nagyon jó munkát végzett a változatos dalok kiválasztásában és a lemez hangulatát tekintve”. Minogue tizennegyedik stúdióalbuma, a Golden erősen country hangulatú, bár megtartotta a dance-pop hangzást is. A Slant Magazine azt írta, hogy „a Golden megint azt bizonyítja, hogy Minogue nem fél rizikót vállalni, és ezzel a lemezzel mesterien előkészíti a terepet az elkerülhetetlen visszatéréséhez a diszkóhoz”. Tizenötödik stúdióalbuma, a Disco egy egyértelmű visszatérés a dance-pop-hoz, melyet diszkó elemekkel spékelt meg, melyre a lemez címe is egyértelműen utal. Az AllMusic dicsérte a lemezt, melynek nagy sikerét Minogue 2000-es évek eleji lemezeinek sikeréhez hasonlította, és ezt ahhoz „a barátságos dance-pop-hoz való visszatérésnek hívta, mely Kylie 21. századi újjászületését jellemezte”.

## Hírnév és népszerűség

### Nyilvános imázs
Minogue erőfeszítései, hogy énekesnőként komolyan vegyék eleinte annak az előítéletnek köszönhetően ütközött akadályokba, miszerint ő nem más, mint egy megcsinált popsztár, aki a Neighbours alatt kialakított imázsát használja fel. Minogue ezt a szemléletet meg is erősítette, amikor azt mondta, hogy „Ha egy lemeztársaság része vagy, kijelenthetjük, hogy egy megcsinált termék vagy. Egy termék vagy és egy terméket árulsz. Ez azonban nem jelenti azt, hogy nem vagy tehetséges és nem hozol kreatív és üzleti döntéseket afelől, hogy mit akarsz csinálni, mit nem és hogy merre akarsz tartani”.
1993-ban Baz Luhrmann bemutatta Minogue-ot Bert Stern fotográfusnak, aki Marilyn Monroe-val való munkásságáról híres. Stern Los Angeles-ben fotózta és Monroe-hoz hasonlította mondván, hogy Minogue-ban hasonlóan keveredik az erotika és a törékenység. Pályafutása során Minogue fotósokat választott, akik megpróbáltak új imázst alkotni neki. Ezen fotók számos magazinban megjelentek a legfejlettebb The Face-től a tradicionálisabban szofisztikált Vogue-ig és Vanity Fair-ig megismertetve Minogue arcát és nevét egy szélesebb körben. William Baker stylist szerint ez az egyik oka annak, hogy Európában sokkal sikeresebben lépett a popkultúrába, mint sokan mások, akik kizárólag a lemezeladásra koncentráltak.

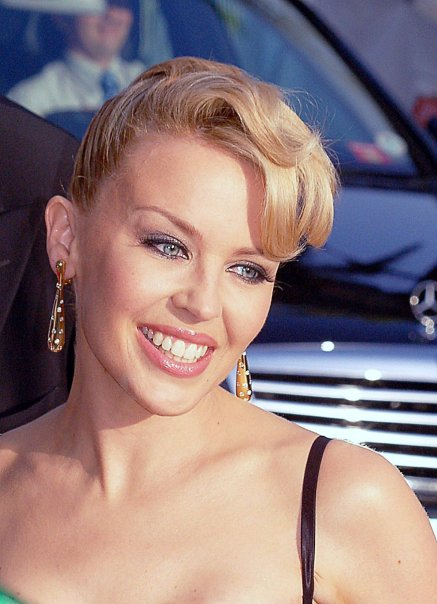
Minogue a 2007-es cannes-i fesztiválon

2000-re Minogue egy bizonyos fokú zenei hitelességet ért el, mivel sokkal hosszabb karriert tudhat maga mögött, mint azt kritikusai gondolták. Fejlődése a „lány a szomszédból” imázstól egy kacér és játékos személyiséggel rendelkező szofisztikáltabb előadóig új rajongókat hódított meg. A „Spinning Around”-hoz készült videónak köszönhetően számos médiaorgánum „SexKylie”-ként kezdte emlegetni és későbbi videóiban a szex nagyobb szerepet kapott. 2002 szeptemberében a VH1 „100 Legszexibb Művészének” listáján a 27. helyre került. Emellett 2013-ban a Men’s Health „Minden Idők 100 Legdögösebb Női” közé sorolta. William Baker szexszimbólum státuszát egy „kétélű fegyverként” jellemezte mondván, hogy „ő mindig megpróbálta Kylie szexepiljét zenéjének egy bővítményeként használni és lemezeladásra. De most veszélyessé vált, mert kezdi elrejteni azt, ami ő valójában, egy popénekesnő”. 20 éves előadóművészi múlttal a háta mögött a BBC „trendteremtőnek” és „stílusikonnak kiáltotta ki, aki folyamatosan képes megújulni”. A brit Fabulous Magazine a „Megújulás Mesterének” titulálta és az ausztrál The Age pedig a „Megújulás Anyjának”.
Minogue-ot Madonna amerikai énekesnő inspirálta és egész karrierje során hozzá hasonlították. Minogue az 1991-es turnéjáért, a Rhythm of Love Tour-ért negatív kritikákat kapott, mert látványában túlságosan hasonlónak találták Madonna Blond Ambition World Tour-jához és Madonna imitátornak nevezték. Kathy McCabe a The Daily Telegraph-tól megjegyezte, hogy Minogue és Madonna hasonló stílust követnek a zenében és a divatban, de arra a következtetésre jutott, hogy „ami mégis megkülönbözteti őket a popkultúrában az előadásaik”, hozzátéve, hogy „egyszerűen Madonna a sötét erő, míg Kylie a világos erő”. Rufus Wainwright „az anti-Madonnaként” jellemezte mondván, hogy „az önismeret egy igazán szép dolog és Kylie jól ismeri magát kívül-belül. Ő az, aki és nem próbál intellektuális kijelentéseket tenni, hogy ezt bebizonyítsa.” Minogue azt mondta Madonna-ról, hogy „Nagy hatása a világra, a divatban és a popban azt jelentette, hogy én sem voltam immunis azokra a trendekre, amiket ő alkotott. Csodálom Madonna-t, de a kezdetekben megnehezítette az olyan előadók dolgát, mint én, mert mindent megtett, amit meg lehetett tenni”, és „Madonna a Pop Királynője, én meg a Pop Hercegnője. Ezzel én elég boldog is vagyok”.
2010 márciusában kutatók Minogue „leghatalmasabb hírességének az Egyesült Királyságban” kiáltották ki. A tanulmány megvizsgálta, hogy marketingesek hogyan azonosítják a hírességek és márkanevek partneri kapcsolatát. Egyikük azt mondta, hogy „Kylie széles körben el lett fogadva, mint adoptált brit. Az emberek ismerik, kedvelik őt, és pozitív visszajelzések veszik körül”. 2016-ban a The Sunday Times Rich List szerint Minogue nettó vagyona 55 millió brit font. 2020 májusában Alison Boshoff a The New Zealand Herald-tól a „pop nagyszerű visszatérő királynőjének” nevezte, aki visszapattan az életében és a karrierjében bekövetkezett hanyatlásoktól. 2020 novemberében a BBC a „pop legalábecsültebb ikonjának” nevezte mondván, hogy „Minogue több, mint 30 éve szenvedéllyel és lendületesen gyártja a pop dalokat, mely mellett folyamatosan megőrízte szerethető személyiségét ebben a gyilkos iparban”. 2023 júniusában Barbara Ellen a The Guardian-től megjegyezte, hogy „a szerénység, a szerethetőség és a sebezhetőség segítette Minogue maradandó vonzerejét”, 36 évvel az 1987-ben megjelent slágere, az „I Should Be So Lucky” óta.
Minogue-ot meleg ikonként tisztelik, és többek közt olyan véleményekkel illetik, mint hogy „Ő nem egy tipikus meleg ikon, aki mellett karrierje kezdete óta kitart a meleg közönség, és hogy szinte adoptálták őt”. Státusza, mint meleg ikon hozzájárult a zenéjéhez, a divathoz való érzékéhez és karriere hosszú életéhez. Minogue elmagyarázta, hogy először 1988-ban tudatosult benne, hogy milyen meleg közönsége van, amikor egy Sydney-i pubban számos nőimitátor az ő zenéjére lépett fel és később hasonlót tapasztalt Melbourne-ben is. Nagyon megérintette, hogy egy ennyire elfogadó közönsége van, mely arra ösztönözte, hogy meleg rendezvényeken lépjen fel világszerte. Minogue rendelkezik a világ egyik legnagyobb meleg közönségével.

### Hatás és örökség

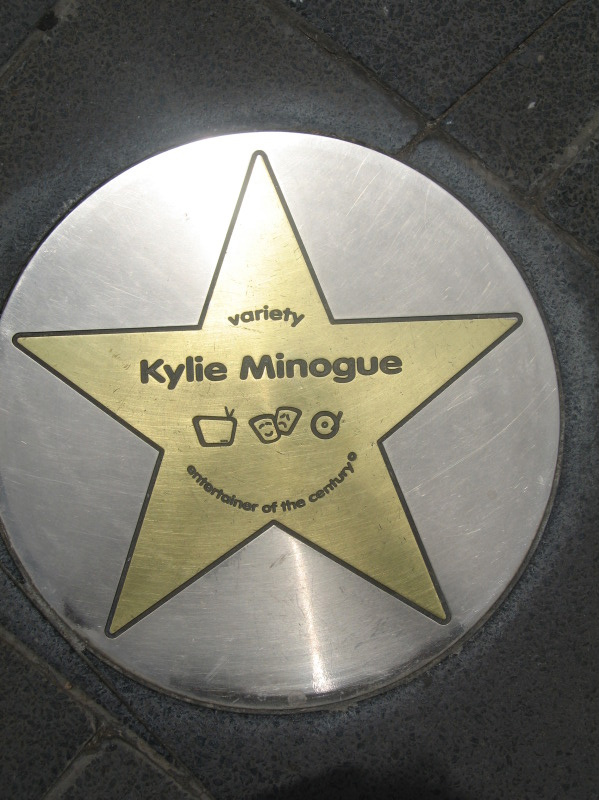
Minogue csillaga a „Század Szórakoztatója” különleges felirattal a csillagok sétányán Melbourne-ben

2012 februárjában a VH1 Minogue-ot a 47. helyen rangsorolta a „Zene Legnagyobb Női Előadói” közt és a 49. helyen a „Videó Korszak 50 Legnagyobb Női Előadói” közt. A Channel 4 a világ legnagyobb popsztárjai közé sorolta. Az Official Charts Company elárulta, hogy az Egyesült Királyságban a 12. legtöbb eladást produkáló előadó és a harmadik legnagyobb eladást produkáló énekesnője több, mint 10 milliós eladásával. A Brit Hanglemezgyártók Szövetsége szerint minden stúdióalbuma arany vagy platina státuszt ért el, és kislemezeivel együtt 27 felvétele van, mely arany vagy platina lett. 2011 januárjában a Guinness Rekordok Könyve megerősítette, hogy ő az az előadó, aki a legtöbb egymást követő évtizedben Top 5-ös lemezzel rendelkezik, minden lemezét beleértve. 2011 szeptemberében a VH1 „100 Legszexisebb Művésze” közt a 27. helyet kapta. 2007 októberében a Music Industry Trust-díjjal jutalmazták több, mint 20 éves karrierje elismeréseként és valamint „stílus- és popikonnak” nevezték, mellyel ő lett az első női előadó, aki elnyerte a díjat. Minogue sikereket ért el az Egyesült Államokban, ahol számos dala első helyezést el a Dance Club Songs listáján, mint például a „Can’t Get You Out of My Head”, „Love at First Sight”, „Slow”, „All the Lovers” és a „Get Outta My Way”. Karrierje során Minogue arról volt ismert, hogy meg tudott újulni zeneileg és a divat szempontjából is. Paula Joye a The Sydney Morning Herald-nál azt írta, hogy „az, ahogy Minogue a zenét és a divatot ötvözi nagyban hozzájárult a zeitgeist stílushoz.” Fiona MacDonald a Madison-ból azt mondta, hogy „Kylie egy ikon volt, aki azon kevés énekes közé tartozik, akit világszerte felismernek csupán a keresztneve alapján, és annak ellenére, hogy nemzetközi szupersztárrá vált, egy stílus ikon és tiszteletbeli brit, keresztneve mégis nagyon ausztrálnak tűnik”. Minogue slágerei számos elismerést kaptak karrierje során. 2012 januárjában a NME a sláger „Can’t Get You Out of My Head”-et a „Történelem Legnagyobb Pop Dalai” listájukon a negyedik helyen rangsorolták. A sláger emellett az évtized legtöbbet játszott dalának lett kikiáltva. 2001-ben a dal az Egyesült Királyság harmadik legtöbb példányban elkelt dala lett és a legtöbbet játszott. 2012-ben a „Can’t Get You Out of My Head” a 72. legnagyobb példányban elkelt dala volt a „Minden Idők 100 Legnagyobb Eladást Produkáló Dalai” közt az Egyesült Királyságban. A „Spinning Around” is ikonikus szerepet tölt be karrierjében, különösen az ikonikus rövidnadrágjának köszönhetően, mondván hogy a videója karrierje védjegyévé vált. A sláger „Come into My World” 2004-ben Grammy-díjat kapott a „Legjobb Dance Felvétel” kategóriában. A Slant Magazine a „Come into My World” videóját első helyre rakták a „2000-es Évek Legjobb Videói” listájukon.
Minogue-ot számos megtisztelő becenévvel illették. A médiában sok alkalommal hasonlították az amerikai énekesnőhöz, Madonna-hoz. Madonna-t a „Pop Királynő”-jének és Minogue-ot a „Pop Hercegnő”-jének nevezték. 1988-ban első kislemeze, az „I Should Be So Lucky” az Egyesült Királyságban öt hétig első volt a listán, mely a legsikeresebb női eladóvá tette a brit listákon 13 sikeres kislemezzel, melyek Top 10-esek lettek. Néha a „Pop Istennő”-jének becézik, de hívták már „Diszkó Királynő”-nek is. A Kylie: La La La könyv társszerzője a „Better the Devil You Know” dal kapcsán azt nyilatkozta, hogy „a dal nagyon jól illett a táncparkettre és ezzel hosszú időre bebiztosította Kylie-t, mint az új diszkó királynőt, a pop hercegnőjét”. Az AllMusic-os Jon O’Brien értékelte az első díszdobozát The Albums 2000–2010 és megjegyezte, hogy „Kylie csupán egy nélkülözhetetlen lemezt adott ki és az, hogy későbbi kiadványain folytonosan változik azt sejteti, hogy az ő ideje talán már lejárt, de ez a díszdoboz tartalmaz számos olyan pillanatot, melyek igazolják pozícióját minden idők pop hercegnői közt”. 2006 decemberében a Sugar magazin Minogue-t a „Leginspirálóbb Hírességnek” kiáltotta ki tinilányok szavazatai alapján. A magazin szerkesztője szerint „Kylie ennél inspirálóbb már nem is lehetne. Barátságos, gyönyörű, tehetséges és idén megmutatta, hogy emellett mennyire erős is”. 2020-ban az ausztrál Rolling Stone a harmadik helyre sorolta „Minden Idők 50 Legnagyobb Ausztrál Művészei” között. 2024 márciusában a nemzetközi nőnap 65. évfordulóján Minogue egyike volt azon női hírességeknek, akikről Barbie babát mintáztak. 2024 áprilisában bekerült a világ 100 „legbefolyásosabb” embere közé a Time magazin éves listáján. Dua Lipa, Kim Petras, Melanie C, September, Diana Vickers, Paris Hilton, The Veronicas, Diana Vickers, és Jessie Ware azok közé tartoznak, akik Minogue-ot említették meg, mert hatással volt rájuk zeneileg.

### Elért eredmények és elismerések
Minogue számos díjban és elismerésben részesült. Ezek közt található két Grammy-díj, négy Brit Awards-díj, tizennyolc ARIA Music Awards-díj, két MTV Video Music Awards-díj, három MTV Europe Music Awards-díj és hat Mo Awards-díj, melyek közt „Az Év Ausztrál Előadója” kategóriában nyert 2001-ben és 2003-ban. 2008 júliusában Károly király a Brit Birodalom Rendjének tisztjévé avatta. Még ebben az évben a Francia Köztársaság Művészeti és Irodalmi Rendjének lovagi címét adományozták neki. 2017 áprilisában a Britannia-Ausztrália Társaság elismerésben részesítette 2016-os díjával, mellyel az Ausztrália és az Egyesült Királyság közti kétoldalú kapcsolatok és megállapodások javításához való rendkívüli hozzájárulását jutalmazták. Az indoklás szerint „a kiemelkedő hozzájárulása elismeréseként a brit-ausztrál kapcsolatok terén, mint a mindkét országban elismert énekesnő, színésznő, dalszerző és ikonikus személyiség”. A díjat az Australia House fogadásán jelentették be, de másnap személyesen Fülöp herceg adta át a társaság patrónusaként a Windsori kastélyban. 2019 januárjában Ausztrália Rendjének tisztjévé avatták az Australia Day Honours keretében.
2004 augusztusában Minogue tartotta a legtöbb első helyen szereplő kislemezek rekordját az ARIA slágerlistáján, összesen kilenc dallal. 2011 novemberében az ARIA Music Awards 25. évfordulóján az Australian Recording Industry Association beiktatta az ARIA Hall of Fame-be. 2011 februárjában történelmet írt azzal, hogy két dallal szerepelt az amerikai Dance Club Songs listáján a legmagasabb pozíciókban, ugyanis a „Better Than Today” az első helyen állt, míg a „Higher” a harmadik helyet szerezte meg. 2016 decemberében a Billboard minden idők 18. legsikeresebb dance előadójaként rangsorolta. 2020 novemberében ő lett az egyetlen női előadó, aki a brit albumlista első helyét tudta elérni öt egymást követő évtizedben, amikor a Disco című stúdióalbuma az első helyig jutott. 2023 júniusában ő lett az egyetlen női előadó, aki bejutott a Top 10-be a brit kislemez listán az 1980-as évektől kezdve a 2020-as évekig, amikor a „Padam Padam” kislemez a nyolcadik helyet érte el. 2020 novemberéig Minogue 80 millió hanghordozót adott el világszerte. Ő minden idők legsikeresebb ausztrál női előadója. A PRS for Music szerint a „Can’t Get You Out of My Head” volt a 2000-es évek legtöbbet játszott dala, „miután ez a dal kapta a legtöbb rádiós játszást és a legtöbb élő feldolgozást az évtizedben.”

## Magánélete

### Egészségi állapota
Minogue-nál mellrákot diagnosztizáltak 2005. május 17-én, 36 éves korában. Melbourne-i kezelése és kórházi bentléte egy rövid, de élénk média figyelmet kapott, különösen Ausztráliában, ahol John Howard miniszterelnök nyilatkozatot adott ki, melyben támogatásáról biztosította. Minogue-ot 2005. május 21-én műtötték Melbourne egyik külvárosának, Malvern-nek az egyik kórházában és hamarosan ezután elkezdődött a kemoterápiás kezelése is. Minogue első nyilvános szereplése műtéte után 2005. július 8-án volt, amikor meglátogatott egy királyi gyermekkórházat Melbourne-ben. Visszatért Franciaországba, ahol Villejuif-ban, a Gustave Roussy-Intézetben fejezték be a kemoterápiáját, Párizs közelében. Amikor visszatért Ausztráliába koncertturnéja kapcsán, betegségéről beszélt és arról, hogy kemoterápiás kezelése olyan volt, mint „egy nukleáris bombával való találkozás”. Amikor a The Ellen DeGeneres Show-ban megjelent, elmondta, hogy rákját először félrediagnosztizálták, de arról is beszélt, hogy mennyire tiszteli az orvosi szakmát.
Minogue-ot elismerték, amiért nagy hatást ért el azzal, hogy nyilvánosan beszélt a mellrákos diagnózisáról és annak kezeléséről. 2008 májusában a francia kultúr miniszter, Christine Albanel azt nyilatkozta, hogy „az orvosok már odáig mentek el, hogy azt mondták, hogy van egy „Kylie hatás”, amely arra buzdítja a fiatal nőket, hogy rendszeresen járjanak szűrésre”. Számos tudományos tanulmány látott napvilágot, melyben azt taglalják, hogy az ő esete körüli publicitás azt eredményezte, hogy több nő kezdett el rendszeres rákszűrésre járni. Számos híresség példaképének nevezte meg Minogue-ot is, és média kiadvány megemlítette, hogy sokan, különösen nők rendszeresen mennek vizsgálatra, hogy mióta Minogue-ot mellrákkal diagnosztiztálták. A televíziós műsorvezető, Giuliana Rancic Minogue rákos történetét „inspirálónak” nevezte, miután nála is rákot diagnosztizáltak. Ausztrál énekesnő és színésznő társa Olivia Newton-John, akinél 1992 júliusában diagnosztizálták a mellrákot, szintén reményének adott hangot és támogatásáról biztosította, hogy hogyan kezelje ezt a helyzetet, miután ő is ugyanezt élte át és megnyerte harcát ezzel a betegséggel szemben. Számos alkalommal volt lehetőségük beszélni, miután Minogue diagnosztizálva lett. Ezen alkalmak során Newton-John azt mondta neki, hogy „benne voltam és megcsináltam és ha bármikor kérdezni akarsz tőlem bármit, megteheted.”

### Jótékonysági tevékenysége
Minogue humanitárius munkákban is részt vett olyan területeken, mint az élet minőségének javítása vagy egészségügyi kutatások, és számos alkalommal segített zeneileg adományokat gyűjteni. 1989-ben részt vett a „Do They Know It’s Christmas?” felvételében, hogy segítsen pénzt gyűjteni. Egy egész hétet töltött Thaiföldön a 2004-es indiai-óceáni cunami után. 2010 elején Minogue számos más előadóval közösen elkészítette az R.E.M. „Everybody Hurts” című dalának egyik feldolgozását. A dalt a 2010-es haitin történt földrengés utáni adománygyűjtés céljából készítették és jelentették meg. Az Aphrodite: Les Folies Tour során 2011-ben Japánban, mely szerepelt az útitervében beütött a 2011-es tóhokui földrengés és cunami. Azt mondta, hogy továbbra is fel fog lépni ott, mondván, hogy nem törölte a műsort, bár nem volt egy könnyű döntés és sokat gondolkozott rajta. Ott tartózkodása alatt az ausztrál miniszterelnökkel, Julia Gillard-dal az ausztrál nagykövetség által a katasztrófa kapcsán szervezett adománygyűjtő rendezvény különleges vendége volt. 2020 januárjában Minogue bejelentette a 2019–2020-as ausztrál bozóttűzszezonra reagálva, hogy ő és családja 500 000 ausztrál dollárt adományoz a tüzek megfékezésére.
2008-ban Minogue egy bántalmazott gyermekek megsegítését célzó kampányt támogatott, mely az adományokat olyan segélyszervezeteknek adta, mint a Gyermekekkel Szembeni Kegyetlenséget Megelőző Nemzeti Egyesület. Megszólalt az üggyel kapcsolatban, mondván, hogy „egy gyermeknek nagyon nehéz összeszednie a bátorságát, hogy elmondja valakinek, hogy bántalmazták”. Számos alkalommal részt vett az AIDS-et támogató gálán, melyet az AIDS Kutatás Amerikai Alapítványa Szervezett. Azért, hogy adományokat gyűjtsön az alapítvány számára, Minogue megjelent a cannes-i filmfesztiválon és két másik eseményen szintén. Mióta 2005-ben emlőrákot diagnosztizáltak nála, Minogue az ügy nagykövete és támogatója lett. 2010 májusában első alkalommal tartott egy emlőrák kampányt. Később megszólalt az üggyel kapcsolatban mondván, hogy nagyon sokat jelentett neki, hogy részese lehetett ennek a kampánynak, és aktívan támogatta őket az adományok gyűjtésében. Ugyanebben az évben ünnepelte rákmentességének ötödik évfordulóját egy olyan jótékonysági koncerttel, hogy rák alapítványokat támogasson és az állapot tudatos felmérésére és megelőzésre hívja fel a figyelmet. 2011 októberében az Anglia Ruskin Egyetem az egészségtudományok tiszteletbeli doktori címmel díjazta Minogue-ot a mellrákkal kapcsolatos munkájáért. 2014 áprilisában Minogue életre hívta a „One Note Against Cancer”-t, mely célja az adománygyűjtés és a figyelemfelhívás egy francia rákkutató alapítványra. A kampány részeként Minogue kiadta a „Crystallize” című kislemezt, melynek keretében a rajongók licitálni tudtak a dal hangjegyeire, melyet azután ők birtokolhattak. A licitálásból befolyt összeget az alapítvány kapta, illetve a sikeres licitálók nevei fel lettek tüntetve a dal videójának végén, ahol a videó készítőit szokták megemlíteni.

### Kapcsolatok
Minogue 1984-ben kezdett kapcsolatot Jason Donovannel, még azelőtt hogy a The Henderson Kids főszereplő gárdájának tagja lett a rákövetkező évben, illetve mielőtt két évvel később a Neighbours. Donovan is a sorozat főszereplő gárdájának tagja volt. A Minogue által alakított szereplő fiúját játszotta. 1987-ben a sorozat elkészített egy speciális esküvői részt, melyben a két szereplő összeházasodott. Kapcsolatuk 1989-ben ért véget, röviddel azután, hogy Minogue kilépett a Neighbours-ből az előző évben. Ugyanebben az évben Minogue kapcsolatot kezdett az INXS frontemberével, Michael Hutchence-szel, miután az együttes egyik koncertjén találkoztak. Hutchence megírta a „Suicide Blonde” című dalt Minogue-nak, melyet egyértelműen ő ihletett, és amikor a dalt kiadták, Minogue teljesen megváltoztatta imázsát és zenei stílusát. A kapcsolatnak 1991-ben lett vége, miután Hutchence elhagyta Minogue-ot egy másik partnerért. Ennek ellenére közeli barátok maradtak Hutchence 1997 novemberi haláláig.
2000 márciusában kezdődött Minogue kapcsolata James Gooding brit modellel, miután annak az évnek a Brit Awardson találkoztak a színfalak mögött. Kapcsolatuknak közel három év múlva lett vége. Közvetlenül utána Minogue kapcsolatot kezdett Olivier Martinez francia színésszel, akivel a 2003-as Grammy-díjátadón találkozott. Kapcsolatukat 2007 februárjában fejezték be négy év után, de barátok maradtak. Minogue-ot állítólag elszomorították a média azon állításai, melyek szerint színész hűtlen volt hozzá. Megvédte Martinezt, és megemlítette, hogy végig mellette állt és támogatta a színész, míg emlőrákkal kezelték. Ezután 2008 októberében kapcsolatot kezdett Andrés Velencoso spanyol modellel, akivel egy buliban találkozott, és kapcsolatuk öt év után, 2013 októberében ért véget. 2015 novemberében Minogue megerősítette, hogy Joshua Sasse, brit színésszel jár. 2016 februárjában a The Daily Telegraph, „Leendő Házasságok” szekciójában jelent meg a hír eljegyzésükről. 2017 februárjában Minogue megerősítette, hogy a pár egy év után befejezte kapcsolatát. 2018-ban Minogue el kezdett járni a brit GQ magazin kreatív igazgatójával, Paul Solomons-szal. Öt évvel később, 2023 februárjában szakítottak.

## Diszkográfia
| - Kylie (1988) - Enjoy Yourself (1989) - Rhythm of Love (1990) - Let’s Get to It (1991) - Kylie Minogue (1994) - Impossible Princess (1997) - Light Years (2000) - Fever (2001) - Body Language (2003) - X (2007) - Aphrodite (2010) - Kiss Me Once (2014) - Kylie Christmas (2015) - Golden (2018) - Disco (2020) - Tension (2023) - Tension II (2024) | - Greatest Hits (1992) - Hits+ (2000) - Ultimate Kylie (2004) - The Best of Kylie Minogue (2012) - The Abbey Road Sessions (2012) - Step Back in Time: The Definitive Collection (2019) - Intimate and Live (1998) - Showgirl (2005) - Showgirl Homecoming Live (2007) - Kylie Live in New York (2009) - Aphrodite Les Folies Live in London (2011) - Kiss Me Once Live at the SSE Hydro (2015) - Golden Live in Concert (2019) - Infinite Disco (2022) |

## Videográfia
- Live in Sydney (2001)
- Intimate and Live (2002)
- KylieFever2002: Live in Manchester (2002)
- Body Language Live (2004)
- Ultimate Kylie (2004)
- Kylie Showgirl (2005)
- KylieX2008 (2008)
- Aphrodite Les Folies Live in London (2011)
- Kiss Me Once Live at the SSE Hydro (2015)
- Golden Live in Concert (2019)

## Turnék listája
- Disco in Dream (1989)
- Enjoy Yourself Tour (1990)
- Rhythm of Love Tour (1991)
- Let’s Get to It Tour (1992)
- Intimate and Live Tour (1998)
- On a Night Like This Tour (2001)
- KylieFever2002 (2002)
- Showgirl: The Greatest Hits Tour (2005)
- Showgirl: The Homecoming Tour (2006–07)
- KylieX2008 (2008–09)
- For You, For Me Tour (2009)
- Aphrodite: Les Folies Tour (2011)
- Anti Tour (2012)
- Kiss Me Once Tour (2014–15)
- Golden Tour (2018–19)
- Tension Tour (2025)

## Díjak és jelölések
ARIA Music Awards-díj
- ARIA Music Awards-díj a „Legmagasabb Eladási Kislemez” kategóriában a „The Loco-Motion” dalért 1988-ban
- ARIA Music Awards-díj a „Legmagasabb Eladási Kislemez” kategóriában az „I Should Be So Lucky” dalért 1989-ben
- ARIA Music Awards-díj a „Különleges Teljesítmény” kategóriában 1989-ben
- ARIA Music Awards-jelölés a „Legjobb Női Előadó” kategóriában a Kylie albumért 1989-ben
- ARIA Music Awards-jelölés a „Legmagasabb Eladási Album” kategóriában a Kylie albumért 1989-ben
- ARIA Music Awards-díj a „Kiemelkedő Teljesítmény” kategóriában 1990-ben
- ARIA Music Awards-jelölés a „Legjobb Női Előadó” kategóriában az Enjoy Yourself albumért 1990-ben
- ARIA Music Awards-jelölés a „Legjobb Női Előadó” kategóriában a Let’s Get to It albumért 1992-ben
- ARIA Music Awards-jelölés a „Legjobb Női Előadó” kategóriában a Kylie Minogue albumért 1995-ben
- ARIA Music Awards-díj a „Legjobb Videó” kategóriában a „Put Yourself in My Place” videóklipért 1995-ben
- ARIA Music Awards-díj a „Legjobb Pop Kiadvány” kategóriában a „Where the Wild Roses Grow” dalért 1996-ban
- ARIA Music Awards-díj az „Az Év Kislemeze” kategóriában a „Where the Wild Roses Grow” dalért 1996-ban
- ARIA Music Awards-díj az „Az Év Dala” kategóriában a „Where the Wild Roses Grow” dalért 1996-ban
- ARIA Music Awards-jelölés az „Az Év Albuma” kategóriában az Impossible Princess albumért 1998-ban
- ARIA Music Awards-jelölés a „Legjobb Női Előadó” kategóriában az Impossible Princess albumért 1998-ban
- ARIA Music Awards-jelölés a „Legjobb Pop Kiadvány” kategóriában az Impossible Princess albumért 1998-ban
- ARIA Music Awards-jelölés az „Az Év Kislemeze” kategóriában a „Did It Again” dalért 1998-ban
- ARIA Music Awards-jelölés a „Legjobb Női Előadó” kategóriában a „Cowboy Style” dalért 1999-ben
- ARIA Music Awards-jelölés a „Legjobb Női Előadó” kategóriában a „Spinning Around” dalért 2000-ben
- ARIA Music Awards-díj a „Legjobb Pop Kiadvány” kategóriában a „Spinning Around” dalért 2000-ben
- ARIA Music Awards-jelölés az „Az Év Albuma” kategóriában a Light Years albumért 2001-ben
- ARIA Music Awards-díj a „Legjobb Női Előadó” kategóriában a Light Years albumért 2001-ben
- ARIA Music Awards-díj a „Legjobb Pop Kiadvány” kategóriában a Light Years albumért 2001-ben
- ARIA Music Awards-jelölés a „Legmagasabb Eladási Album” kategóriában a Light Years albumért 2001-ben
- ARIA Music Awards-jelölés az „Az Év Kislemeze” kategóriában a „On a Night Like This” dalért 2002-ben
- ARIA Music Awards-jelölés az „Az Év Albuma” kategóriában a Fever albumért 2002-ben
- ARIA Music Awards-jelölés a „Legjobb Női Előadó” kategóriában a Fever albumért 2002-ben
- ARIA Music Awards-díj a „Legjobb Pop Kiadvány” kategóriában a Fever albumért 2002-ben
- ARIA Music Awards-díj a „Legmagasabb Eladási Album” kategóriában a Fever albumért 2002-ben
- ARIA Music Awards-díj a „Legmagasabb Eladási Kislemez” kategóriában a „Can’t Get You Out of My Head” dalért 2002-ben
- ARIA Music Awards-díj az „Az Év Kislemeze” kategóriában a „Can’t Get You Out of My Head” dalért 2002-ben
- ARIA Music Awards-díj a „Kiemelkedő Teljesítmény” kategóriában 2002-ben
- ARIA Music Awards-jelölés a „Legjobb Női Előadó” kategóriában a „Come into My World” dalért 2003-ban
- ARIA Music Awards-jelölés a „Legjobb Pop Kiadvány” kategóriában a „Come into My World” dalért 2003-ban
- ARIA Music Awards-jelölés a „Legjobb Női Előadó” kategóriába a Body Language albumért 2004-ben
- ARIA Music Awards-jelölés a „Legjobb Női Előadó” kategóriában az „I Believe in You” dalért 2005-ben
- ARIA Music Awards-jelölés a „Legjobb Pop Kiadvány” kategóriában az „I Believe in You” dalért 2005-ben
- ARIA Music Awards-jelölés a „Legjobb Női Előadó” kategóriában az X albumért 2008-ban
- ARIA Music Awards-jelölés a „Legjobb Pop Kiadvány” kategóriában az X albumért 2008-ban
- ARIA Music Awards-jelölés a „Legjobb Női Előadó” kategóriában az Aphrodite albumért 2010-ben
- ARIA Music Awards-jelölés a „Legjobb Pop Kiadvány” kategóriában az Aphrodite albumért 2010-ben
- ARIA Music Awards-jelölés a „Legjobb Művész” kategóriában a Disco albumért 2021-ben
- ARIA Music Awards-jelölés a „Legjobb Felnőtt Kortárs Album” kategóriában a Disco albumért 2021-ben
- ARIA Music Awards-díj a „Legjobb Pop Kiadvány” kategóriában a „Padam Padam” dalért 2023-ban

Brit Awards-díj
- Brit Awards-jelölés a „Legjobb Nemzetközi Női Előadó” kategóriában 1989-ben
- Brit Awards-jelölés a „Legjobb Nemzetközi Női Előadó” kategóriában 1995-ben
- Brit Awards-jelölés a „Legjobb Nemzetközi Női Előadó” kategóriában 2001-ben
- Brit Awards-jelölés a „Legjobb Brit Videó” kategóriában a „Kids” videóklipért 2002-ben
- Brit Awards-díj a „Legjobb Nemzetközi Album” kategóriában a Fever albumért 2002-ben
- Brit Awards-jelölés a „Legjobb Pop Fellépés” kategóriában 2002-ben
- Brit Awards-jelölés a „Legjobb Nemzetközi Női Előadó” kategóriában 2004-ben
- Brit Awards-jelölés a „Nemzetközi Női Szóló Előadó” kategóriában 2005-ben
- Brit Awards-jelölés a „Legjobb Nemzetközi Album” kategóriában az X albumért 2008-ban
- Brit Awards-díj a „Nemzetközi Női Szóló Előadó” kategóriában 2008-ban
- Brit Awards-jelölés a „Nemzetközi Női Szóló Előadó” kategóriában 2011-ben
- Brit Awards-díj a „Kiemelkedő Hozzájárulás a Zenéhez” kategóriában 2024-ben
- Brit Awards-jelölés a „Nemzetközi Előadó” kategóriában 2024-ben

Grammy-díj
- Grammy-jelölés a „Legjobb Dance Felvétel” a „Love at First Sight” dalért 2003-ban
- Grammy-díj a „Legjobb Dance Felvétel” kategóriában a „Come into My World” dalért 2004-ben
- Grammy-jelölés a „Legjobb Dance Felvétel” kategóriában a „Slow” dalért 2005-ben
- Grammy-jelölés a „Legjobb Dance Felvétel” kategóriában az „I Believe in You” dalért 2006-ban
- Grammy-jelölés a „Legjobb Elektronikus/Dance Album” kategóriában az X albumért 2009-ben
- Grammy-díj a „Legjobb Pop Dance Felvétel” kategóriában a „Padam Padam” dalért 2024-ben

Ivor Novello-díj
- Ivor Novello-díj a „Legtöbbet Teljesített Munka” kategóriában az „I Should Be So Lucky” dalért 1989-ben
- Ivor Novello-jelölés az „Az Év Nemzetközi Slágere” kategóriában az „I Should Be So Lucky” dalért 1989-ben
- Ivor Novello-jelölés a „Legtöbbet Teljesített Munka” kategóriában az „In Your Eyes” és „Love at First Sight” dalokért 2003-ban
- Ivor Novello-jelölés a „Legjobb Kortárs Dal” kategóriában a „Slow” dalért 2004-ben
- Ivor Novello-jelölés az „Az Év Nemzetközi Slágere” kategóriában a „Slow” dalért 2004-ben

MTV Music Awards-díj
- MTV Europe Music Awards-jelölés a „Legjobb Album” kategóriában a Fever albumért 2002-ben
- MTV Europe Music Awards-jelölés a „Legjobb Női Előadó” kategóriában 2002-ben
- MTV Europe Music Awards-díj a „Legjobb Pop Fellépés” kategóriában 2002-ben
- MTV Europe Music Awards-díj a „Legjobb Dance Fellépés” kategóriában 2002-ben
- MTV Europe Music Awards-jelölés a „Legjobb Női Előadó” kategóriában 2003-ban
- MTV Europe Music Awards-jelölés a „Legjobb Pop Előadó” kategóriában 2003-ban
- MTV Video Music Awards-díj a „Legjobb Koreográfia” kategóriában a „Can’t Get You Out of My Head” videóklipért 2002-ben
- MTV Video Music Awards-jelölés a „Legjobb Dance Videó” kategóriában a „Can’t Get You Out of My Head” videóklipért 2002-ben

NME Awards-díj
- NME Awards-díj a „Legkívánatosabb Emberi Lény” kategóriában 1995-ben
- NME Awards-jelölés a „Legjobb Kislemez” kategóriában a „Can’t Get You Out of My Head” dalért 2002-ben
- NME Awards-díj a „Legjobb Pop Fellépés” kategóriában 2002-ben
- NME Awards-jelölés a „Legjobb Szóló Előadó” kategóriában 2002-ben
- NME Awards-díj a „Legszexisebb Nő” kategóriában 2008-ban

World Music Awards-díj
- World Music Awards-díj az „Az Év Legkelendőbb Ausztrál Előadója” kategóriában 1991-ben
- World Music Awards-díj az „Az Év Legkelendőbb Ausztrál Előadója” kategóriában 2002-ben

## Ajánlott irodalom
- William Baker, Kylie Minogue. Kylie: La La La (angol nyelven). Hodder & Stoughton (2002). ISBN 9780340734407
- Tony Brown, Jon Kutner, Neil Warwick. The Complete Book of the British Charts Singles and Albums (angol nyelven). Omnibus Press (2002). ISBN 9780711990753
- Paul Copley. Marketing Communications Management: Concepts and Theories, Cases and Practices (angol nyelven). Butterworth-Heinemann (2004). ISBN 9780750652940
- John Hartley. Tele-ology: Studies in Television (angol nyelven). Psychology Press (1992). ISBN 9780415068185
- Roy Shuker. Understanding Popular Music (angol nyelven). Routledge, Second Edition (2001). ISBN 9780415235099
- Sean Smith. Kylie (angol nyelven). Simon & Schuster (2014). ISBN 9781471135804
- Sean Smith. Kylie Confidential (angol nyelven). Michael O'Mara Books Limited (2002). ISBN 9781854794159
- Byrony Sutherland, Lucy Ellis. Kylie: Showgirl (angol nyelven). Omnibus Press (2002). ISBN 9780711992948